# Brit angol kiejtés
A brit angol kiejtés az Egyesült Királyság területén használt irodalmi kiejtés, melyet a britek Received Pronunciation-nek (rövidítve RP) hívnak.
Az angol nyelv írása nem fonetikus vagy fonémikus, ami azt jelenti, hogy egy betűhöz több kiejtés is tartozhat, és viszont, egy kiejtett hang leírására több betűt vagy betűkombinációt használhatnak. Az angol ortográfia ráadásul az idegen szavak újabb átvételekor sem illeszti a saját helyesírásába az új átvételeket, ami még jobban megnehezíti a kiejtés szabályokba öntését. Ennek megfelelően az angol kiejtés szabályokba szedhető ugyan, de a szabályok alól rengeteg kivétel adódik.

## A magánhangzók
|               | Elöl képzett                            | Elöl képzett                            | Középen képzett                         | Középen képzett                         | Hátul képzett                           | Hátul képzett                           |
| hosszú        | rövid                                   | hosszú                                  | rövid                                   | hosszú                                  | rövid                                   |                                         |
| ------------- | --------------------------------------- | --------------------------------------- | --------------------------------------- | --------------------------------------- | --------------------------------------- | --------------------------------------- |
| Zárt          | [iː]                                    | [ɪ]                                     |                                         |                                         | [uː]                                    | [ʊ]                                     |
| Középzárt     |                                         | [e]                                     | [ɜː]                                    | [ə]                                     | [ɔː]                                    |                                         |
| Nyílt         |                                         | [æ]                                     |                                         | [ʌ]                                     | [ɑː]                                    | [ɒ]                                     |
| Kettőshangzók | [eɪ] [aɪ] [ɔɪ] [aʊ] [əʊ] [ɪə] [eə] [ʊə] | [eɪ] [aɪ] [ɔɪ] [aʊ] [əʊ] [ɪə] [eə] [ʊə] | [eɪ] [aɪ] [ɔɪ] [aʊ] [əʊ] [ɪə] [eə] [ʊə] | [eɪ] [aɪ] [ɔɪ] [aʊ] [əʊ] [ɪə] [eə] [ʊə] | [eɪ] [aɪ] [ɔɪ] [aʊ] [əʊ] [ɪə] [eə] [ʊə] | [eɪ] [aɪ] [ɔɪ] [aʊ] [əʊ] [ɪə] [eə] [ʊə] |
| Hármashangzók | ([eɪə] [aɪə] [ɔɪə] [aʊə] [əʊə])         | ([eɪə] [aɪə] [ɔɪə] [aʊə] [əʊə])         | ([eɪə] [aɪə] [ɔɪə] [aʊə] [əʊə])         | ([eɪə] [aɪə] [ɔɪə] [aʊə] [əʊə])         | ([eɪə] [aɪə] [ɔɪə] [aʊə] [əʊə])         | ([eɪə] [aɪə] [ɔɪə] [aʊə] [əʊə])         |

Megjegyzések:
- A hármashangzók egy kettőshangzóból és egy hozzájuk kapcsolódó [ə] hangból állnak, amelyek azonban a közbeszédben általában egy kettőshangzóvá egyszerűsödnek.
- A középen képzett nyílt [ʌ] hang mai kiejtése már inkább [ɐ].
- Szótag végi l előtt gyakran diftongizálódnak a magánhangzók: peel [pʰiəɫ], pool [pʰuəɫ], pail [pʰeəɫ] és pole [pʰoəɫ]. Ugyanebben a helyzetben az [əʊ]-ból [ɒʊ] lesz: soul [sɒʊɫ].

## A mássalhangzók
|             | Bilabiális | Bilabiális | Labiodentális | Labiodentális | Dentális | Dentális | Alveoláris | Alveoláris | Posztalveoláris | Posztalveoláris | Palatális | Veláris | Veláris | Glottális | Glottális |
| ----------- | ---------- | ---------- | ------------- | ------------- | -------- | -------- | ---------- | ---------- | --------------- | --------------- | --------- | ------- | ------- | --------- | --------- |
| Nazális     | [m]        | [m]        |               |               |          |          | [n]        | [n]        |                 |                 |           | [ŋ]     | [ŋ]     |           |           |
| Plozíva     | [p]        | [b]        |               |               |          |          | [t]        | [d]        |                 |                 |           | [k]     | [ɡ]     |           |           |
| Affrikáta   |            |            |               |               |          |          |            |            | [t͡ʃ]            | [d͡ʒ]            |           |         |         |           |           |
| Frilkatíva  |            |            | [f]           | [v]           | [θ]      | [ð]      | [s]        | [z]        | [ʃ]             | [ʒ]             |           | ([x])   |         | [h]       |           |
| Approximáns |            |            |               |               |          |          | [ɹ]        | [ɹ]        | [ɹ]             | [ɹ]             | [j]       | [w]     | [w]     |           |           |
| Laterális   |            |            |               |               |          |          | [l]        | [l]        |                 |                 |           |         |         |           |           |

Megjegyzések:
- A hangsúlytalan szótagban, főleg szó végén álló [l], [m] és [n] mássalhangzók szótagképzővé válnak ([l̩], [m̩] és [n̩]), mint például a bottle [ˈbɒtl̩], rhythm [ˈɹɪðm̩] és button [ˈbʌtn̩] szavakban. Hangsúlyosan ejtve (pl. diktáláskor) az utolsó szótagban ilyenkor egy [ə] hallható: [ˈbɒtəl], [ˈɹɪðəm] és [ˈbʌtən].
- A [x] hangot csak Skóciában és Írországban ejtik, más nyelvterületeken ejtése általában [k] lesz.
- Szintén Skóciában és Írországban megkülönböztetik a w és wh ejtését, míg a nyelvterület többi részén általában mindkettőt [w]-nek ejtik, addig az említett területeken csak a w-t ejtik így, a wh kiejtése [ʍ] (régebben használt kiejtési jelölése [hw] volt), pl. a witch kiejtése Angliában és Skóciában is [wɪt͡ʃ], de a which Angliában [wɪt͡ʃ], míg Skóciában [ʍɪt͡ʃ].
- Gyakori a [hj] kapcsolat összeolvadása is [ç]-vé, pl. huge [hjuːd͡ʒ] →[çuːd͡ʒ].
- Az r kiejtése ingadozhat, általában a szótárak egyszerű [r]-rel jelölik, de területtől függően ejtése [r], [ɹ], [ɻ], [ɾ], de akár [ʋ] is lehet.
- A posztalveoláris hangok ([t͡ʃ], [d͡ʒ], [ʃ], [ʒ]) gyakran labializálódnak ([t͡ʃʷ], [d͡ʒʷ], [ʃʷ], [ʒʷ]).
- A mássalhangzó előtt és szó végén ejtett l általában velarizálódik, „sötét” színezete kap: [ɫ]. Walesben és Írországban azonban mindig [l]-nek ejtik, míg Skóciában mindig [ɫ]. Anglia és Skócia városi területein gyakran vokalizálódik, ejtése [w], [o] vagy [ʊ] lesz.
- A [k], [p] és [t] hangok általában hehezetesek hangsúlyos szótagban, kivéve sziszegőhangok után. Ezt a hehezetet a szótárak általában nem jelölik.

## Az egyes betűk kiejtése
A következő táblázatban a fent említett kiejtési variációkat nem tüntetjük fel.
| Betű    | Helyzete | Kiejtése | Kiejtési példák | Rendhagyó kiejtésű esetek |
| ------- | --- | -------- | --- | --- |
| a       | több mássalhangzó előtt | [æ]      | hatchet [ˈhæt͡ʃɪt], banner [ˈbænə], tally [ˈtæli] | [eɪ]: ache [eɪk], ancient [ˈeɪnʃənt], chamber [ˈt͡ʃeɪmbə], pastry [ˈpeɪstɹi], bass [beɪs], champagne [ʃæmˈpeɪn] [ɑː]: father [ˈfɑːðə], aft [ɑːft], ask [ɑːsk], dance [dɑːns], past [pɑːst] [ɒ]: yacht [jɒt] |
| a       | a szó utolsó kiejtett magánhangzójaként | [æ]      | acrobat [ˈækɹəbæt], cat [kæt] | [ə]: advocate [ˈædvəkət], hurricane [ˈhʌɹɪkən] [ɑː]: papa [pəˈpɑː], ma [mɑː], spa [spɑː] |
| a       | két vagy több hangsúlytalan szótag előtt | [æ]      | national [ˈnæʃnl̩], camera [ˈkæmɹə], reality [ɹiˈæləti] | [eɪ]: nationhood [ˈneɪʃn̩hʊd], scathingly [ˈskeɪðɪŋli] |
| a       | ha a következő szótag [ɪ]-t tartalmaz | [æ]      | acid [ˈæsɪd], granite [ˈɡɹænɪt], palace [ˈpælɪs] | [eɪ]: basis [ˈbeɪsɪs], aphasic [əˈfeɪzɪk] |
| a       | szó végi -nge, -ste előtt | [eɪ]     | range [ɹeɪnd͡ʒ], exchange [ɪksˈt͡ʃeɪnd͡ʒ], haste [heɪst] | [æ]: flange [flænd͡ʒ] [ɑː]: caste [kɑːst], melange / mélange [meɪˈlɑːnʒ] |
| a       | mássalhangzó + magánhangzó előtt | [eɪ]     | gave [ɡeɪv], opaque [əʊˈpeɪk], savour [ˈseɪvə], status [ˈsteɪtəs] | [æ]: bade [bæd], have [hæv], plaque [plæk] vagy [plɑːk], manor [ˈmænə], statue [ˈstæt͡ʃuː] [ɑː]: gala [ˈɡɑːlə], lava [ˈlɑːvə], slalom [ˈslɑːləm], sonata [səˈnɑːtə], khaki [ˈkɑːki] [e]: many [ˈmeni], any [ˈeni], ate [et] ([eɪt] is) [aɪ]: naive / naïve [naɪˈiːv] |
| a       | mássalhangzó + -le vagy mássalhangzó + -r- + magánhangzó előtt                                                                              | [eɪ]     | table [ˈteɪbl̩], hatred [ˈheɪtɹɪd], April [ˈeɪpɹl̩] | [æ]: sacrifice [ˈsækɹɪfaɪs], theatrical [θiˈætɹɪkl̩] [ɑː]: debacle / débâcle [deɪˈbɑːkl̩] |
| a       | külön szótagban álló magánhangzó előtt | [eɪ]     | chaos [ˈkeɪ.ɒs], aorta [eɪˈɔːtə], mosaic [məʊˈzeɪ.ɪk] | |
| a       | -r- + mássalhangzó vagy szó végi -r előtt (valamint ezek képzett formái)                                                                    | [ɑː]     | bar [bɑː], cart [kɑːt] barred [bɑːd] | [eə] scarce [skeəs] |
| a       | -r- + magánhangzó előtt | [eə]     | area [ˈeəɹi.ə], care [keə], garish [ɡeəɹɪʃ], wariness [ˈweəɹɪnəs] | [æ]: arid [ˈæɹɪd], parish [ˈpæɹɪʃ], mariner [ˈmæɹɪnə], caraway [ˈkæɹəweɪ] [ɑː]: aria [ˈɑːɹi.ə], are [ɑː], safari [səˈfɑːɹi], faraway [ˌfɑːɹəˈweɪ] vagy [ˈfɑːɹəweɪ] |
| a       | szó végén hangsúlyosan | [ɑː]     | bra [bɹɑː], cha-cha-cha [ˌt͡ʃɑːt͡ʃɑːˈt͡ʃɑː], schwa [ʃwɑː], spa [spɑː] | |
| a       | [w] után, de nem [k], [ɡ], [ŋ] előtt | [ɒ]      | want [wɒnt], watch [wɒt͡ʃ], quality [ˈkwɒlɪti], squash [skwɒʃ] | [ɔː]: water [ˈwɔːtə], wall [wɔːl], walnut [ˈwɔːlnʌt] [eə]: aware [əˈweə], square [skweə], wary [ˈweəɹi], antiquarian [ˌæntɪˈkweəɹi.ən] [eɪ]: persuade [pəˈsweɪd], wastage [ˈweɪstɪd͡ʒ], swathe [sweɪð] [ɑː]: qualm [kwɑːm], suave [swɑːv], swami [ˈswɑːmi] [æ]: swam [swæm], aquatic [əˈkwætɪk] |
| a       | [w] után és -r- + mássalhangzó vagy szó végi -r előtt (valamint ezek képzett formái)                                                        | [ɔː]     | war [wɔː], award [əˈwɔːd], dwarf [dwɔːf], warning [ˈwɔːnɪŋ], quarter [ˈkwɔːtə], warring [ˈwɔː.ɹɪŋ] | [ɑː]: quark [kwɑːk] [ɒ]: warrior [ˈwɒɹi.ə] |
| a       | hangsúlytalanul általában | [ə]      | about [əˈbaʊt], an [ən], salary [ˈsæləɹi], woman [ˈwʊmən], blancmange [bləˈmɒnd͡ʒ], opera [ˈɒpəɹə], via [ˈvaɪə] | Ø: artistically [ɑːˈtɪstɪkli], necessary [ˈnesəsɹi] [ɪ]: chocolate [ˈt͡ʃɒklɪt], purchase [ˈpɜːt͡ʃɪs], solace [ˈsɒlɪs] [eɪ]: probate [ˈpɹəʊbeɪt], folate [ˈfəʊleɪt] [i] karaoke [ˌkæɹiˈəʊki], bologna [bəˈləʊni] [ɑː]: canard [ˈkænɑːd] |
| a       | hangsúlytalanul az -age végződésben | [ɪ]      | damage [ˈdæmɪd͡ʒ], forage [ˈfɒɹɪd͡ʒ], garbage [ˈɡɑːbɪd͡ʒ] | [ɑː]: garage [ˈɡæɹɑːʒ] ([ˈɡærɪd͡ʒ] is), barrage [ˈbæɹɑːʒ] [eɪ]: teenage [ˈtiːnˌeɪd͡ʒ] |
| á       | (spanyol és portugál eredetű szavakban) | [ə]      | guaraná [ɡwəˈɹɑːnə] | |
| à       | (francia eredetű szavakban) | [ə]      | voilà [ˌvwɑːˈlɑː] | [ə]: bric-à-brac / bric-a-brac [ˈbɹɪkəbɹæk], vis-à-vis [ˌviːzəˈviː] |
| â       | (francia eredetű szavakban) | [æ]      | papier-mâché [ˌpæpi.eɪˈmæʃeɪ] | |
| ä       | (német eredetű szavakban) | [eɪ]     | jäger / jaeger / jager / [ˈjeɪgər] ([ˈd͡ʒeɪgər] is) | |
| aa      | | [ɑː]     | baa [bɑː], aardvark [ˈɑːdvɑːk] | [eə]: Aaron [ˈeəɹən] [eɪ]: Quaalude [ˈkweɪluːd] [e]: Kraang [ˈkɹeŋ] |
| ae      | általában | [iː]     | encyclopaedia [ɪnˌsaɪkləˈpiːdi.ə], paediatrician [ˌpiːdi.əˈtɹɪʃn̩] | [e]: aesthetic [esˈθetɪk] [eɪ]: reggae [ˈɹeɡeɪ], sundae [ˈsʌndeɪ], Gaelic [ˈɡeɪlɪk], jaeger / jäger / jager / [ˈjeɪgər] ([ˈd͡ʒeɪgər] is) [aɪ]: maestro [ˈmaɪstɹəʊ] [ə]: Michael [ˈmaɪkəl], polkaed [ˈpɒlkəd] |
| ae      | r előtt | [eə]     | aerial [ˈeəɹi.əl], aeroplane [ˈeəɹəpleɪn] | [ɪə]: chimaera [kaɪˈmɪəɹə] [ə]: anaerobe [ˌænəˈɹəʊb] [ɪ]: hetaera [hɪˈtɪɹə] [iː]: hetaerae [hɪˈtɪɹiː] |
| ah      | | [ɑː]     | ah [ɑː], blah [blɑː], Ahmed [ɑːˈmet], Dahl [dɑːl] | [eɪ]: dahlia [ˈdeɪli.ə] ([ˈdɑːli.ə] is) [æ]: Fahrenheit [ˈfæɹənˌhaɪt] |
| ai      | hangsúlyosan | [eɪ]     | daisy [ˈdeɪzi], laid [leɪd], paisley [ˈpeɪzli], regain [ɹɪˈɡeɪn], waif [weɪf] | [aɪ]: aisle [aɪl], bonsai [ˈbɒnsaɪ], daimon [ˈdaɪmən], krait [kɹaɪt], Hawaii [həˈwaɪi] [e]: said [sed], again [əˈɡen] ([əˈɡeɪn] is), against [əˈɡenst] ([əˈɡeɪnst] is) [eɪ.ɪ]: dais [ˈdeɪ.ɪs] ([deɪs] is), laic [ˈleɪ.ɪk], mosaic [məʊˈzeɪ.ɪk], papain [pəˈpaɪ.ɪn], archaism [ɑːˈkeɪ.ɪzm̩] [æ]: plaid [plæd], plait [plæt], daiquiri [ˈdækɪɹi] [aɪ.iː]: naive / naïve [naɪˈiːv], caique / caïque [kaɪˈiːk] |
| ai      | r előtt | [eə]     | cairn [keən], millionaire [ˌmɪljəˈneə], dairy [ˈdeəɹi] | [aɪ]: hetaira [hɪˈtaɪɹə] [aɪ.ɪə]: zaire [zaɪˈɪə] |
| ai      | hangsúlytalanul | [ɪ]      | bargain [ˈbɑːɡɪn], mountain [ˈmaʊntɪn] | [ə]: certain [ˈsɜːtən], coxswain [ˈkɒksən], spritsail [ˈspɹɪtsəl] Ø: Britain [ˈbrɪtn̩] |
| al      | | [æl]     | pal [pæl], talcum [ˈtælkəm], algae [ˈælɡiː], alp [ælp] | [ɔːl]: bald [bɔːld] [ɒl]: falcon [ˈfɒlkn̩] |
| alf     | | [ɑːf]    | calf [kɑːf], half [hɑːf] | [ælf]: alfalfa [ˌælˈfælfə], malfeasance [mælˈfiːzn̩s] [ɔlf]: palfrey [ˈpɔlfɹeɪ] |
| alk     | | [ɔːk]    | walk [wɔːk], chalking [ˈt͡ʃɔːkɪŋ], talkative [ˈtɔːkətɪv] | [ælk]: alkaline [ˈælkl̩aɪn], grimalkin [gɹɪˈmælkən] [ɔlk]: balkanise [ˈbɔlkəˌnaɪz] |
| all     | | [ɔːl]    | call [kɔːl], fallout [ˈfɔːlaʊt], smaller [ˈsmɔːlə] | [æl]: shall [ʃæl], callus [ˈkæləs], fallow [ˈfæləʊ], marshmallow [ˈmɑːʃˌmæləʊ] [ɒl]: wallet [ˈwɒlɪt], swallow [ˈswɒləʊ] [ɒl]: allow [əˈlaʊ], dialled [ˈdaɪ.əld] |
| alm     | | [ɑːm]    | alms [ɑːmz], balmy [ˈbɑːmi], calm [kɑːm], palmistry [ˈpɑːmɪstɹi], almond [ˈɑːmənd] | [ælm]: palmate [ˈpælmeɪt], salmonella [ˌsælməˈnelə] [ɔːlm]: almanac [ˈɔːlmənæk], almost [ˈɔːlməʊst], instalment [ɪnˈstɔːlmənt] [æm]: salmon [ˈsæmən] [ɔːm]: halm / haulm [hɔːm] [əlm]: signalman [ˈsɪɡnəlmən] |
| alt     | | [ɒlt]    | alter [ˈɒltə], malt [mɒlt], salty [ˈsɒlti], basalt [ˈbæsɒlt] | [ælt]: alto [ˈæltəʊ], shalt [ʃælt], saltation [sælˈteɪʃn̩], gestalt [ɡəˈʃtælt] [ɔːlt]: altar [ˈɔːltə], asphalt [ˈæsfɔːlt] [əlt]: royalty [ˈɹɔɪ.əlti], penalty [ˈpenəlti] |
| -ange   | | [eɪnd͡ʒ]  | arrange [əˈɹeɪnd͡ʒ], change [t͡ʃeɪnd͡ʒ], mange [meɪnd͡ʒ], strange [stɹeɪnd͡ʒ] | [ænd͡ʒ]: flange [flænd͡ʒ], phalangeal [fəˈlænd͡ʒi.əl] [ɑ̃ːʒ]: melange / mélange [meɪˈlɑ̃ːʒ], blancmange [bləˈmɒ̃ʒ] [ɪnd͡ʒ]: orange [ˈɒɹɪnd͡ʒ] |
| ao      | | [aʊ]     | cacao [kəˈkaʊ], miaow [ˌmiˈaʊ], Taoism [ˈtaʊ.ɪzm̩] | [eɪ]: gaol [d͡ʒeɪl] [eɪ.ɒ]: kaon [ˈkeɪ.ɒn], chaos [ˈkeɪ.ɒs] [eɪə]: aorist [ˈeɪəɹɪst], kaolin [ˈkeɪəlɪn] [ɔː]: extraordinary [ɪkˈstɹɔːdɪn(ə)ɹi] [əʊ]: pharaoh [ˈfeəɹəʊ] [eɪ.ɔː]: aorta [eɪˈɔːtə] [eɪ.əʊ]: baobab [ˈbeɪ.əʊbæb] [ɪ.əʊ]: karaoke [ˌkæɹiˈəʊki] |
| -aste   | | [eɪst]   | chaste [t͡ʃeɪst], paste [peɪst], taste [teɪst] | [æst]: lambaste [læmˈbæst], cineaste / cinéaste [ˈsɪneɪˌæst], pleonaste [ˈpliː.ənˌæst] [ɑːst]: caste [kɑːst] [əsteɪ]: namaste [ˈnɑːməsteɪ] |
| au      | | [ɔː]     | aura [ˈɔːɹə], cause [kɔːz], slaughter [ˈslɔːtə] | [ɒ]: because [bɪˈkɒz] ([bɪˈkəz] is), laurel [ˈlɒɹəl], sausage [ˈsɒsɪd͡ʒ] [ɑː]: aunt [ɑːnt], draught [dɹɑːft], laughter [ˈlɑːftə] [aʊ]: degauss [dɪˈɡaʊs], graupel [ˈɡɹaʊpəl], trauma [ˈtɹaʊmə] ([ˈtɹɔːmə] is) [əʊ]: chauffeur [ˈʃəʊfə], gauche [ɡəʊʃ], mauve [məʊv] [eɪ]: gauge [ɡeɪd͡ʒ] [aʊə]: gaur [ˈɡaʊə] [ə]: aurora [əˈɹɔːɹə], meerschaum [ˈmɪəʃəm] ([ˈmɪəʃɔːm] is) |
| augh    | | [ɑːf]    | laugh [lɑːf], laughter [ˈlɑːftə], draught [dɹɑːft] | [ɔː]: daughter [ˈdɔːtə] |
| aw      | | [ɔː]     | awe [ɔː], flaw [flɔː], hawk [hɔːk], tawny [ˈtɔːni] | [ə]: awry [əˈɹaɪ] |
| ay      | | [eɪ]     | bayonet [ˈbeɪ.ənət], essay [ˈeseɪ], gray [ɡɹeɪ], hay [heɪ] | [aɪ]: aye [aɪ], bayou [ˈbaɪ.uː], kayak [ˈkaɪ.æk], papaya [pəˈpaɪ.ə] [e]: mayor [meə], prayer [pɹeə], says [sez] [iː]: cay [kiː] ([keɪ] is), quay [kiː] [i]: parlay [ˈpɑː.li] [əj]: gayal [ˈɡəjl̩] |
| b, bb   | általában | [b]      | bit [bɪt], rabbit [ˈɹæbɪt], obtain [əbˈteɪn] | Ø: bdellium [ˈdeliəm], debt [det], subtle [ˈsʌtl̩], combe [kuːm] |
| b, bb   | szó végén m után (képzett alakokban is) | Ø        | iamb [ˈaɪ.æm], climb [klaɪm], combover [ˈkəʊmˌəʊvə], numbing [ˈnʌmɪŋ] | [b]: iambic [aɪˈæmbɪk] |
| c       | e, i, y, ae és oe előtt | [s]      | cellar [ˈselə], city [ˈsɪti], cyst [sɪst], face [feɪs], prince [pɹɪns], nicer [ˈnaɪsə], caesium [ˈsiːzi.əm], coelenterate [sɪˈlentəɹeɪt] | [t͡ʃ]: cello [ˈt͡ʃeləʊ], ciao [t͡ʃaʊ], concerto [kənˈtʃɜːtəʊ], vermicelli [ˌvɜːmɪˈt͡ʃeli] [ʃ]: liquorice [ˈlɪkəɹɪʃ] ([ˈlɪkəɹɪs] is) [k]: Celts [kelt] ([selt] is), chicer [ˈʃiːkə], syncing [ˈsɪŋkɪŋ], arcing [ˈɑːkɪŋ], chicer [ˈʃiːkə], saciness [ˈsækɪnɪs], blocism [ˈblɒkɪzm̩], Quebecer [kwəˈbekə] [t͡s]: letovicite [letəʊˈvɪt͡saɪt] ([letəʊˈvɪsaɪt] is) |
| c       | i + magánhangzó előtt hangsúlytalanul | [ʃ]      | special [ˈspeʃl̩], gracious [ˈɡɹeɪʃəs], Patricia [pəˈtɹɪʃə], species [ˈspiːʃiːz] | |
| c       | szó elején n és t előtt | Ø        | cnidarian [naɪˈdeəɹi.ən], ctenoid [ˈtiːnɔɪd] | |
| c       | egyébként | [k]      | cat [kæt], cross [kɹɒs] | Ø: indict [ɪnˈdaɪt], muscle [ˈmʌsl̩], victuals [ˈvɪtl̩z], Connecticut [kəˈnetɪkʌt], arctic [ˈɑːtɪk] ([ˈɑːktɪk] is), antarctic [æntˈɑːtɪk] ([æntˈɑːktɪk] is) |
| ç       | (csak francia eredetű szavakban) | [s]      | façade / facade [fəˈsɑːd], limaçon / limacon [liːməˈsəʊn] | |
| cc      | e, i vagy y előtt | [ks]     | accept [əkˈsept], eccentric [ekˈsentɹɪk], occidental [ˈɒksɪdənt] | [k]: soccer [ˈsɒkə], recce [ˈɹeki], siccing [ˈsɪkɪŋ] [t͡ʃ]: bocce [bɒt͡ʃi], breccia [ˈbɹet͡ʃiə] ([ˈbɹeʃiə] is), cappuccino [(ˌkæpʊˈt͡ʃiːnəʊ] [s]: flaccid [ˈflæsɪd] |
| cc      | egyébként | [k]      | account [əˈkaʊnt], accrue [əˈkɹuː], occur [əˈkɜː], yucca [ˈjʌkə] | |
| -cester | (településnevek végződéseként) | [stə]    | Worcester [ˈwʊstə], Gloucester [ˈglɒstə], Leicester [ˈlestə] | |
| ch      | általában | [t͡ʃ]     | chase [t͡ʃeɪs], chin [t͡ʃɪn], attached [əˈtæt͡ʃt], chore [t͡ʃɔː] | [k]: ached [eɪkt], anchor [ˈæŋkə], leprechaun [ˈlepɹɪkɔːn] [ʃ]: machete [məˈʃeti], pistachio [pɪˈstæʃi.əʊ], welch [welʃ] ([welt͡ʃ] is) [h]: chutzpah [ˈhʊt͡spə] [d͡ʒ]: sandwich [ˈsænwɪd͡ʒ], Greenwich [ˈɡɹɪnɪd͡ʒ] ([ˈɡɹenɪt͡ʃ] is) [x]: loch [lɒx] ([lɒk] is), Reich [ɹaɪx] ([ɹaɪk] is) Ø: yacht [jɒt], Crichton [ˈkɹaɪtn̩] |
| ch      | görög eredetű szavakban | [k]      | chasm [ˈkæzm̩], chimera [kaɪˈmɪəɹə], chord [kɔːd], lichen [ˈlaɪkən] ([ˈlɪt͡ʃən] is), drachma [ˈdɹækmə] | |
| ch      | francia eredetű szavakban | [ʃ]      | chaise [ʃez], machine [məˈʃiːn], cached [kæʃt], parachute [ˈpæɹəʃuːt] | [k]: chemist [ˈkemɪst], choir [kwaɪə], machinations [ˌmækɪˈneɪʃn̩z] ([ˌmæʃɪˈneɪʃn̩z] is) [t͡ʃ]: cheque [t͡ʃek], chowder [ˈt͡ʃaʊdə] |
| ck      | | [k]      | tack [tæk], ticket [ˈtɪkɪt] | |
| cqu     | | [kw]     | acquaint [əˈkweɪnt], acquire [əˈkwaɪə] | [k]: lacquer [ˈlækə], racquet [ˈɹækɪt] |
| cs      | | [ks]     | comics [kɒmɪks], topics [ˈtɒpɪks] | [s]: Tucson [ˈtuːsɒn] vagy [tuːˈsɒn] |
| cz      | | [t͡ʃ]     | Czech [tʃek], czardas [ˈtʃɑːdɑːʃ] | [z]: czar [zɑː] |
| d, dd   | általában | [d]      | dive [daɪv], ladder [ˈlædə] | [d͡ʒ]: graduate [ˈɡɹæd͡ʒʊət] ([ˈɡɹædjʊeɪt] is), gradual [ˈɡɹæd͡ʒʊəl] ([ˈɡɹædjʊəl] is), soldier [ˈsəʊld͡ʒə], procedure [prəˈsiːd͡ʒə] Ø: Wednesday [ˈwenzdeɪ], handsome [ˈhænsəm], sandwich [ˈsænwɪd͡ʒ], handkerchief [ˈhæŋkət͡ʃiːf] |
| d, dd   | a -dg- kapcsolatban e, i és y előtt, valamint a dj kapcsolatban                                                                             | Ø        | lodger [ˈlɒd͡ʒə], pidgin [ˈpɪd͡ʒɪn], edgy [ˈed͡ʒi], judgement [ˈd͡ʒʌd͡ʒmənt], abridgement [əˈbɹɪd͡ʒmənt], adjourn [əˈdʒɜːn], adjective [ˈædʒektɪv] | |
| dh, ddh | | [d]      | jodhpurs [ˈd͡ʒɒdpəz], Buddha [ˈbʊdə] | |
| e       | mássalhalgzó + magánhangzó előtt | [iː]     | even [ˈiːvn̩], evil [ˈiːvəl], demon [ˈdiːmən], fetal / foetal [ˈfiː.tl̩], recombine [ɹiːˈkɒmbaɪn], secretion [sɪˈkɹiːʃn̩] | [e]: ever [ˈevə], lemon [ˈlemən], petal [ˈpetl̩], recollect [ˌɹekəˈlekt], discretion [dɪˈskɹeʃn̩] [eɪ]: crepe / crêpe [kɹeɪp] (ritkán [kɹep] is), suede [sweɪd], ukulele [ˌjuːkəˈleɪli] |
| e       | mássalhangzó + r + magánhangzó előtt | [iː]     | metre [ˈmiːtə], secret [ˈsiːkɹət], egret [ˈiːɡɹət] | [e]: petrol [ˈpetɹl̩], debris [ˈdebɹiː] ([ˈdeɪbriː] is) [ɑ̃ː]: genre [ˈʒɑ̃ːɹə] |
| e       | szó végén, egyetlen magánhangzóként a szóban                                                                                                | [iː]     | be [biː] (hangsúlytalan helyzetben [bi] vagy [bɪ] is), she [ʃiː] (hangsúlytalan helyzetben [ʃi] is) | |
| e       | magánhangzó előtt külön szótagban | [iː]     | museum [mjuːˈziː.əm], neon [ˈniː.ɒn] | [eɪ]: séance [ˈseɪ.ɒns], rodeo [ɹəʊˈdeɪ.əʊ] ([ɹəʊˈdi.əʊ] is), deity [ˈdeɪ.ɪti] [e]: yeah / yea [jeə] |
| e       | több mássalhangzó előtt | [e]      | petty [ˈpeti], merry [ˈmeɹi], treble [ˈtɹebl̩] | [iː]: methane [ˈmiːθeɪn], Keble [ˈkiːbl̩], lethal [ˈliːθl̩], reflex [ˈɹiːfleks], Stephen [ˈstiːvən] [ɪ]: pretty [ˈpɹɪti], English [ˈɪŋɡlɪʃ] [ɒ]: ennui [ˌɒnˈwiː], entourage [ˈɒntʊɹɑːʒ] |
| e       | a szó utolsó magáhnangzójaként | [e]      | get [ɡet], watershed [ˈwɔːtəʃed] | [iː]: feces [ˈfiːsiːz], axes [ˈæksiːz] (az axis többes száma) [eɪ]: eh [eɪ] |
| e       | két vagy több hangsúlytalan szótag előtt | [e]      | legacy [ˈleɡəsi], elegant [ˈelɪɡənt], delicate [ˈdelɪkət] | [iː]: legally [ˈliːɡl̩i], devious [ˈdiːvi.əs], premium [ˈpɹiːmi.əm] |
| e       | [ɪ]-t tartalmazó szótag mellett | [e]      | metric [ˈmetɹɪk], crevice [ˈkɹevɪs], epic [ˈepɪk] | scenic [ˈsiːnɪk], strategic [stɹəˈtiːd͡ʒɪk] |
| e       | r + mássalhangzó vagy szó végi r előtt (képzett formáiban is)                                                                               | [ɜː]     | her [hɜː], coerced [kəʊˈɜːst], jerk [d͡ʒɜːk], merchant [ˈmɜːt͡ʃn̩t], erring [ɜːɹɪŋ] ([eəɹɪŋ] is), preferred [pɹɪˈfɜːd] | [e]: berceuse [beɹˈsɜːz], error [ˈeɹə] [ɑː]: clerk [klɑːk], sergeant [ˈsɑːd͡ʒənt], Derby [ˈdɑːbi], Berkeley [ˈbɑːkli] |
| e       | r + magánhangzó előtt | [ɪə]     | here [hɪə], series [ˈsɪəɹiːz], reremice [ˈɹɪəmaʊs] | [eə]: compere [ˈkɒmpeə], there [ðeə], werewolf [ˈweəwʊlf] ([ˈwɪəwʊlf] is) [e]: stereo [ˈsteɹi.əʊ], derelict [ˈdeɹəlɪkt], heresy [ˈheɹəsi], perish [ˈpeɹɪʃ], very [ˈveɹi] [iː]: derail [ˌdiːˈɹeɪl], reremind [ˌɹɪːɹɪˈmaɪnd] [ɜː] were [wɜː], weregild [ˈwɜːɡɪld] |
| e       | hangsúlytalanul mássalhangzó előtt | [ə]      | taken [ˈteɪkən] / [ˈteɪkn̩], decency [ˈdiːsənsi] / [ˈdiːsn̩si], moment [ˈməʊ.mənt] | [ɪ]: hatchet [ˈhæt͡ʃɪt], target [ˈtɑːɡɪt], poet [ˈpəʊɪt], erase [ɪˈɹeɪz], erect [ɪˈɹekt] |
| e       | hangsúlytalanul szó végén (képzett alakokban is)                                                                                            | Ø        | discipline [ˈdɪsəplɪn], recites [ɹɪˈsaɪt͡s], smile [smaɪl], limitrophe [ˈliməˌtɹəʊf] | [i]: recipes [ˈɹesɪpiz], simile [ˈsɪmɪli], apostrophe [əˈpɒstɹəfi] [eɪ]: latte [ˈlæteɪ], mores [ˈmɔːɹeɪz], protege / protégé [ˈpɹɒtəʒeɪ], abbe / abbé [ˈæbeɪ], cafe / café [ˈkæfeɪ], saute / sauté [ˈsəʊteɪ], fiance / fiancé [fiˈɒnseɪ] |
| e       | hangsúlytalanul magánhangzó előtt külön szótagban                                                                                           | [i]      | create [kɹiˈeɪt], area [ˈeəɹi.ə], atheism [ˈeɪθiˌɪzm̩], video [ˈvɪdi.əʊ] | [eɪ]: fideism [(ˈfideɪˌɪzm̩] ([(ˈfaɪdiˌɪzm̩] is), Realpolitik [ɹeɪˈɑːlˌpɒlɪtiːk] |
| é       | (francia eredetű szavakban) | [eɪ]     | cliché [ˈkliːʃeɪ], café [ˈkæfeɪ] ([kæf] is) | [e]: résumé [ˈɹezjuːmeɪ] [ə]: protégé [ˈpɹɒtəʒeɪ] |
| è       | (francia eredetű szavakban) | [e]      | crème [kɹem], crèche [kɹeʃ] | |
| ê       | (francia eredetű szavakban) | [e]      | crêpe [kɹep] | |
| ea      | általában |          | nincs rá szabály, a leggyakoribb két kiejtése: [iː]: dreams [dɹiːmz], read [ɹiːd], cleans [kliːnz], leaf [liːf], zeal [ziːl] [e]: dreamt [dɹemt], read [ɹed], cleanse [klenz], deaf [def], zealot [ˈzelət]                                                    | [eɪ]: break [bɹeɪk], eagre [ˈeɪɡə], great [ɡɹeɪt], steak [steɪk], yea [jeɪ], Yeats [jeɪt͡s] [ə]: changeable [ˈt͡ʃeɪnd͡ʒəbl̩], hydrangea [haɪˈdɹeɪnd͡ʒə], likeable [ˈlaɪkəbl̩], ocean [ˈəʊʃn̩] [ɪə]: idea [aɪˈdɪə], ideal [aɪˈdɪəl], real [ɹɪəl], realty [ˈɹɪəlti] [iː.ə]: urea [jʊəˈɹiː.ə] [i.ə]: cereal [ˈsɪəɹi.əl], laureate [ˈlɒɹi.ət] [iː.eɪ]: protease [ˈpɹəʊtiː.eɪz], reagent [ˌɹiːˈeɪd͡ʒənt] [i.eɪ]: creating [kɹiˈeɪtɪŋ] [ɑː]: orgeat [(ɔːˈʒɑː] ([ˈɔːd͡ʒiː.ət] is) [æ]: poleaxe [ˈpəʊlæks] [ɔː]: ealderman [ɔːldəmən] [ɪ]: mileage [ˈmaɪlɪd͡ʒ] [i.ɪ]: lineage [ˈlɪni.ɪd͡ʒ] [eə]: yeah [jeə] [eɪ.ɑː]: seance / séance [ˈseɪ.ɒns] [i.æ]: beatify [biˈætɪfaɪ], caveat [ˈkævi.æt], reality [ɹiˈælɪti]          |
| ea      | r + mássalhangzó előtt | [ɜː]     | pearly [ˈpɜːli], hearse [hɜːs], yearning [ˈjɜːnɪŋ], earth [ɜːθ] | [ɑː]: hearken [ˈhɑːkn̩], hearty [ˈhɑːti], hearth [hɑːθ] [ɪə]: beard [bɪəd], peart [pɪət] [eə]: bearnaise / béarnaise [ˌbeəˈneɪz] [iː'ɑː]: rearm [ˌɹiːˈɑːm] |
| ea      | r + magánhangzó vagy szó végi r előtt (képzett formáiban is)                                                                                | [ɪə]     | dearly [ˈdɪəli], hears [hɪəz], yearling [ˈjɪəliɪŋ], nuclear [ˈnjuːklɪə], tear [tɪə] | [eə]: tear [teə], bears [beəz], wearing [weəɹɪŋ] [i.ə]: linear [ˈlɪni.ə], stearin [ˈsti.əɹən] [ɜː]: heard [ˈhɜːd] [iː] tearoom [ˈtiːˌɹuːm] |
| eau     | | [əʊ]     | bureau [ˈbjʊəɹəʊ], plateau [ˈplætəʊ], tableau [ˈtæbləʊ] | [juː]: beauty [ˈbjuːti] [ɒ]: bureaucracy [bjʊəˈɹɒkɹəsi] [ə]: bureaucrat [ˈbjʊəɹəkɹæt] |
| -ed     | t és d után | [ɪd]     | loaded [ləʊdɪd], waited [weɪtɪd] | |
| -ed     | zöngétlen mássalhangzók után | [t]      | piped [paɪpt], enserfed [ɪnˈsɜːft], snaked [sneɪkt] | [ɪd]: naked [ˈneɪkɪd] |
| -ed     | más esetben | [d]      | limbed [lɪmd], enisled [ɪnaɪəld], unfeared [ʌnˈfiəd] | |
| ee      | általában | [iː]     | bee [biː], breech [bɹiːt͡ʃ], feed [fiːd], trainee [ˌtɹeɪˈniː] | [eɪ]: matinee [ˈmætɪneɪ], fiancees [fiˈɒnseɪz], nee / née [neɪ], puree / purée [ˈpjʊəɹeɪ] [i]: bungee [ˈbʌnd͡ʒi], coffee [ˈkɒfi] [ɪ]: breeches [ˈbɹɪt͡ʃɪz] ([ˈbɹiːt͡ʃɪz] is), been [bɪn] ([biːn] is), Greenwich [ˈgɹɪnɪdʒ] ([ˈɡɹenɪt͡ʃ] is) [iː.ə]: freest [fɹiː.əst], weest [wiː.əst] [iː.e]: reecho [ɹiːˈekəʊ] [iːɪ]: reelect [ˌɹiːɪˈlekt] |
| ee      | r előtt | [ɪə]     | cheering [ˈt͡ʃɪəɹɪŋ], beer [bɪə], eerie [ˈɪəɹi], seers [sɪəz] | [iː.ə]: freer [fɹiː.ə] |
| eh      | | [eɪ]     | eh [eɪ], prehnite [ˈpɹeɪnaɪt], tempeh [ˈtempeɪ] | [eə]: yeh [jeə] [e]: meh [me] [ə]: keffiyeh [kəˈfiː.ə] |
| ei      | általában | [eɪ]     | veil [veɪl], weight [weɪt], heinous [ˈheiːnəs], seigneur [seɪnˈjɜː] | [iː]: caffeine [ˈkæfiːn], seize [siːz], seigniorage / seignorage [ˈsiːnjəɹɪd͡ʒ] [aɪ]: either [ˈaɪðə], height [haɪt], heist [haɪst], heinie [ˈhaɪni], kaleidoscope [kəˈlaɪdəskəʊp], seismograph [ˈsaɪzməɡɹɑːf], Eileen [aɪˈlɪn] ([eɪˈlɪn] is), Eiffel [ˈaɪ fəl], Fahrenheit [ˈfæɹənˌhaɪt] [e]: heifer [ˈhefə], leisure [ˈleʒə], Leicester [ˈlestə] [æ]: reveille [ɹɪˈvæli] [ɪ]: herein [ˌhɪəˈɹɪn], O'Neil(l) [əˈniːl], Sheila [ˈʃilə] [iːɪ]: albeit [ɔːlˈbiː.ɪt], being [ˈbiː.ɪŋ], deist [ˈdiː.ɪst] ([ˈdeɪ.ɪst] is) [ə.iː]: cysteine [ˈsistə.iːn] [eɪ.ɪ]: fideist [ˈfiːˌdeɪ.ɪst] [iˈaɪ]: deice [diˈaɪs]                                                                                                   |
| ei      | c után | [iː]     | deceive [dɪˈsiːv], ceiling [ˈsiːlɪŋ], conceit [kənˈsiːt] | [æ]: ceinture [sænˈtjʊə] ([sænˈt͡ʃɜː] is), enceinte [ɒnˈsænt] [eɪ]: ceilidh [ˈkeɪli] [eɪ.ɪ]: glaceing / glacéing [ˈɡlæseɪ.ɪŋ] [iː.ɪ]: haecceity [hekˈsiː.ɪti] ([hiːkˈsiː.ɪti] is) |
| ei      | r előtt | [eə]     | heir [eə], Madeira [məˈdeəɹə] ([məˈdaɪəɹə] is), their [ðeə] | [ɪə]: weird [wɪəd], weir [wɪə] [aɪ]: oneiric [əʊˈnaɪɹɪk], eirenic [aɪˈɹenɪk] ([aɪˈɹiːnɪk] is) |
| ei      | hangsúlytalanul | [ɪ]      | ageist [ˈeɪd͡ʒɪst], counterfeit [ˈkaʊntəfɪt], forfeit [ˈfɔːfɪt], ogreish [ˈəʊgɹɪʃ], sovereign [ˈsɒvrɪn] | [ə]: mullein [ˈmʌlən], villein [ˈvɪlən] ([ˈvɪleɪn] is), foreign [ˈfɒɹən], |
| eo      | |          | nincs szabályos alakja | [iː.ɒ]: eon / aeon [ˈiː.ɒn], reoffer [ˌɹiːˈɒfə], teleost [ˈteliːˌɒst] [i.ɒ]: geology [d͡ʒiˈɒl.ə.d͡ʒi] [iː.əʊ]: geode [d͡ʒiː.əʊd] [i.əʊ]: creole [kɹiˈəʊl], video [ˈvɪdi.əʊ] [iː.ə]: leonine [ˈliː.ənaɪn], leotard [ˈliː.ətɑːd], peon [ˈpiː.ən] [i.ə]: galleon [ˈɡæli.ən] [ɪə]: theory [ˈθɪəɹi] [e]: feoffee [feˈfiː] ([fiːˈfiː] is), jeopardy [ˈd͡ʒepədi], leopard [ˈlepəd] [iː]: feoff [fiːf], people [ˈpiːpl̩] [ə]: luncheon [ˈlʌnt͡ʃən], pigeon [ˈpɪd͡ʒən], embraceor [ɪmˈbɹeɪsə] [əʊ] yeoman [ˈjəʊmən] [eɪə] ceorl [t͡ʃeɪəl] [juː] feodary [ˈfjuːdɹi] [uː.i:] geoduck [ˈguː.iːˌdək] [eɪəʊ] rodeo [ɹəʊˈdeɪ.əʊ] ([ɹəʊˈdi.əʊ] is), teosinte [ˌteɪ.əʊˈsɪnti]                                                    |
| -es     | sziszegőhangok után | [ɪz]     | mazes [ˈmeɪzɪz], washes [ˈwɒʃɪz], axes [ˈæksɪz] (az axe többe száma), bases [ˈbeɪsɪz] (a base többe száma), pieces [ˈpiːsɪz] | [iːz]: axes [ˈæksiːz] (az axis többe száma), bases [ˈbeɪsiːz] (a basis többe száma), faeces [ˈfiːsiːz] |
| -es     | zöngétlen mássalhangzók után | [s]      | shapes [ʃeɪps], cakes [keɪks], tapes [teɪps], bites [baɪt͡s] | |
| -es     | más esetben | [z]      | babes [beɪbz], knives [naɪvz], playes [pleɪz], cafes / cafés [ˈkæfeɪz], awes [ɔːz] | |
| eu      | általában | [juː]    | deuce [djuːs], feudal [ˈfjuːdl̩], queue [kjuː] | [ɜː]: berceuse [beəˈsɜːz] ([beəˈsʊz] is), danseuse [dɒnˈsɜːz] ([dɒnˈsʊz] is) [uː]: leukaemia [luːˈkiːmi.ə] [iːə]: museum [mjuːˈziː.əm], pileus [ˈpaɪliː.əs] [iːuː]: reuse [ˌɹiːˈjuːz] [ʌ]: pileup [ˈpɑɪlˌʌp] Ø: fauteuil [ˈfəʊtɪl] ([ˈfəʊtɜːj] is) |
| eu      | [j], [r], [ʃ], [ʒ], [d͡ʒ] valamint mássalhangzó + [l] után                                                                                   | [uː]     | rheumatism [ˈɹuːmətɪzm̩], sleuth [sluːθ] | [i.ə]: nucleus [ˈnjuːkli.əs] |
| eu      | hangsúlyosan r előtt | [jʊə]    | euro [ˈjʊərəʊ], liqueur [lɪˈkjʊə], neural [ˈnjʊəɹəl] | [ɜː]: masseur [mæsˈɜː], voyeur [vwɑːˈjɜː] [ʊə]: pleurisy [/ˈplʊəɹəsi] [iː.ɜː]: theurgy [θiːɜːd͡ʒi] |
| eu      | hangsúlytalanul r előtt | [jʊə]    | eurhythmic [jʊəˈɹiðmɪk], neurotic [njʊəˈɹɒtɪk] | [jə]: aneurysm [ˈænjəɹɪzəm] ([ˈænjʊɹɪzəm] is), derailleur [dɪˈɹeɪljə], grandeur [ˈɡɹændjə] [ə]: amateur [ˈæmətə], chauffeur [ˈʃəʊfə] |
| ew      | általában | [juː]    | dew [djuː], ewe [juː] | [uː]: lewd [luːd] [əʊ]: sew [səʊ], shew [ʃəʊ] |
| ew      | [j], [ɹ], [ʃ], [ʒ], [d͡ʒ] valamint mássalhangzó + [l] után                                                                                   | [uː]     | jewel [ˈd͡ʒuː.əl], blew [bluː] | |
| ew      | r előtt | [ʊə]     | Jewry [ˈd͡ʒʊəɹi] | [ɪ]: bewray [bɪˈɹeɪ] [iː]: rewrite [ˌɹiːˈɹaɪt] |
| ey      | általában | [eɪ]     | grey [ɡreɪ], obey [əʊˈbeɪ] ([əˈbeɪ] is), they [ðeɪ], prey [preɪ], convey [kənˈveɪ] | [iː]: key [kiː], geyser [ˈɡiːzə], Seymour [ˈsiːmɒr] ([ˈsiːməʊr] is) [aɪ]: eye [aɪ] |
| ey      | r előtt | [ɪə]     | eyrie [ˈɪəɹi] | they're [ðeə] |
| ey      | hangsúlytalanul | [i]      | volleyed [ˈvɒli.ɪd], monkey [ˈmʌŋki], curtsey [ˈkɜːtsi], jersey [ˈd͡ʒɜːzi] | [eɪ]: survey [ˈsɜːveɪ] |
| f, ff   | | [f]      | fine [faɪn], off [ɒf] | [v]: of [ɒv] (hangsúlyosan) / [əv] (hangsúlytalanul) |
| g       | e, i, y, ae és oe előtt | [d͡ʒ]     | gel [d͡ʒel], pager [ˈpeɪd͡ʒə], gin [d͡ʒɪn], agger [ˈæd͡ʒə], suggest [səˈd͡ʒest], exaggerate [ɪɡˈzæd͡ʒəɹeɪt], gentle [ˈd͡ʒentl̩], rage [ɹeɪd͡ʒ], gigantic [ˌd͡ʒaɪˈɡæntɪk], regimen [ˈɹed͡ʒɪmən]                                                                           | [ɡ]: get [ɡet], eager [ˈiːɡə], gig [ɡɪɡ], gill [ɡɪl], algae [ˈælɡiː], dagger [ˈdæɡə], smuggest [ˈsmʌɡəst], staggering [ˈstæɡəɹɪŋ] [ʒ]: genre [ˈʒɑ̃ːɹə] ([ˈʒɒnɹə] is), barrage [ˈbæɹɑːʒ], gigue [ʒiːɡ], regime [ɹeɪˈʒiːm] |
| g       | gm és gn kapcsolatban | Ø        | phlegmy [ˈflemi], diaphragm [ˈdaɪəfɹæm], gnome [nəʊm], signed [saɪnd], poignant [ˈpɔɪnjənt], reign [ɹeɪn], cognac [ˈkɒnjæk] | [ɡ]: pigmy / pygmy [ˈpɪɡmi], signet [ˈsɪɡnɪt], indignant [ɪnˈdɪɡnənt], fragment [ˈfræɡmənt] [ʒ]: judgment / judgement [ˈd͡ʒʌd͡ʒmənt] |
| g       | egyébként | [ɡ]      | go [ɡəʊ], great [ɡɹeɪt], guest [ɡest], leg [leɡ], margaric [mɑːˈɡæeəɹɪk] | [d͡ʒ]: margarine [ˌmɑːd͡ʒəˈɹiːn], gaol [d͡ʒeɪl], mortgagor [ˈmɔːɡɪd͡ʒə], veg [ved͡ʒ] |
| gh      | szó elején | [ɡ]      | ghost [ɡəʊst], ghastly [ˈɡɑːstli], ghetto [ˈɡetəʊ] | |
| gh      | egyébként | Ø        | daughter [ˈdɔːtə], through [θɹuː], fraught [frɔːt], brougham [bɹuːm], eight [eɪt], higher [ˈhaɪ.ə], straight [stɹeɪt], sighed [saɪt] | [ə] / [oʊ]: burgh [bɹə] / [bəˈɹəʊ] [x] / [k]: lough [lɒx] / [lɒk], saugh [sɒx] / [sɒk] [f]: laughter [ˈlɑːftə], trough [tɹɒf], draught [dɹɑːft], roughage [ˈɹʌfɪd͡ʒ] [ɡ]: spaghetti [spəˈɡeti], burgher [ˈbɜːɡə], ogham [ˈɒɡəm] ([ˈəʊɡəm] és [ˈəʊ.əm] is), yogh [jɒg] ([jɒx] is) [ɡh]: leghorn [ˈleɡˌhɔːn], pigheaded [ˌpɪɡˈhedɪd] [p]: hiccough [ˈhɪkʌp] |
| h       | általában | [h]      | honey [ˈhʌni], heist [haɪst], house [haʊs], manhandle [ˌmænˈhændl̩], doohickey [duːˈhɪki] | Ø: honest [ˈɒnɪst], heir [eə], hours [aʊəz], honour [ˈɒnə], piranha [pɪˈɹɑːnə], annihilate [əˈnaɪəleɪt], vehicle [ˈviː.ɪkl̩], dinghy [ˈdɪŋɡi], forehead [ˈfɒrɪd] (újabban [ˈfɔːhed] is), rehabilitate [ˌriː.əˈbɪlɪteɪt] ([ˌriːhəˈbɪlɪteɪt] is), hours d'oeuvre [ˌɔːˈdɜːv] |
| h       | r és ex után, valamint szó végén | Ø        | rhubarb [ˈɹuːbɑːb], rhyme [ɹaɪm], exhibit [ɪɡˈzɪbɪt], exhaust [ɪɡˈzɔːst] | [h]: exhale [eksˈheɪl], exhume [eksˈhjuːm], oh [əʊ], yeah [jeə], shah [ʃɑː], pharaoh [ˈfeərəʊ], Messiah [məˈsaɪ.ə], Allah [ˈælə], Deborah [ˈdebərə] vagy [ˈdebrə] |
| i       | egy mássalhangzó előtt | [aɪ]     | cited [ˈsaɪtɪd], dive [daɪv], mica [ˈmaɪkə], rise [ɹaɪz], polite [pəˈlaɪt], shine [ʃaɪn] | [ɪ]: city [ˈsɪti], give [ɡɪv], vicar [ˈvɪkə], risen [ˈɹɪzn̩] [iː]: police [pəˈliːs], elite [ɪˈliːt], machine [məˈʃiːn] |
| i       | mássalhangzó + -le vagy mássalhangzó + r + magánhangzó előtt                                                                                | [aɪ]     | idle [ˈaɪdl̩], trifle [ˈtɹaɪfl̩], nitrous [ˈnaɪtɹəs], mitres [ˈmaɪtəz] | [ɪ]: triple [ˈtɹɪpl̩], citrus [ˈsɪtɹəs], giblets [ˈd͡ʒɪblət͡s] [iː]: litres [ˈliːtəz], in vitro [ɪnˈviːtɹəʊ] |
| i       | -nd, -ld, -gh, -gn előtt | [aɪ]     | sighed [saɪd], signage [ˈsaɪnɪd͡ʒ], wilder [ˈwaɪldə], remind [ɹɪˈmaɪnd] | [ɪ]: pigheaded [ˌpɪɡˈhedɪd], signal [ˈsɪɡnəl], bewilder [bɪˈwɪldə], rescind [ɹɪˈsɪnd] [iː]: chignon [ˈʃiːnjɒ], Monsignor [ˌmɒnˈsiːnjə] |
| i       | szó végén | [aɪ]     | alumni [əˈlʌmnɑɪ], alibi [ˈælɪbaɪ], radii [ˈɹeɪdi.aɪ] | [iː]: ski [skiː] |
| i       | magánhangzó előtt külön szótagban | [aɪ]     | vial [vaɪl], quiet [kwaɪət], prior [pɹaɪə], pious [ˈpaɪ.əs] | [iː] clientele [ˌkliː.ɒnˈtel], lien [ˈliː.ən], skiing [ˈskiː.ɪŋ] |
| i       | több mássalhangzó előtt | [ɪ]      | dissent [dɪˈsent], mislaid [ˌmɪsˈleɪd], slither [ˈslɪðə] | [aɪ]: dissect [daɪˈsekt], island [ˈaɪlənd], blithely [ˈblaɪðli] [æ]: meringue [məˈɹæŋ] [iː]: artiste [ɑːˈtiːst], chenille [ʃəˈniːl] |
| i       | a szó utolsó magánhangzójaként | [ɪ]      | kiss [kɪs], sic [sɪk], bit [bɪt], inflict [ɪnˈflɪkt], hint [hɪnt], plinth [plɪnθ] | [aɪ]: indict [ɪnˈdaɪt], pint [paɪnt], ninth [naɪnθ] [iː]: skis [skiːz], chic [ʃiːk], ambergris [ˈæmbəˌɡɹiːs] |
| i       | két vagy több hangsúlytalan szótag előtt | [ɪ]      | litany [ˈlɪtəni], liberal [ˈlɪbəɹl̩], chivalry [ˈʃɪvl̩ɹi], misery [ˈmɪzəɹi] | [aɪ]: irony [ˈaɪɹəni], libelous [ˈlaɪbələs], rivalry [ˈɹaɪvəlɹi], miserly [ˈmaɪzəli] |
| i       | [ɪ]-t tartalmazó szótag előtt | [ɪ]      | finish [ˈfɪnɪʃ], Finnish [ˈfɪnɪʃ], spirit [ˈspɪɹɪt], minute [ˈmɪnɪt] | [aɪ]: whitish [ˈwaɪtɪʃ], writing [ˈɹaɪtɪŋ] |
| i       | mássalhangzó + e/i + magánhangzó előtt | [ɪ]      | hideous [ˈhɪdiəs], position [pəˈzɪʃn̩], Sirius [sɪɹiː.əs] | [aɪ]: shinier [ˈʃaɪni.ə], tidied [ˈtaɪdi.ɪd] |
| i       | r + mássalhangzó vagy szó végi r előtt (képzett formáiban is)                                                                               | [ɜː]     | bird [bɜːd], fir [ˈfɜː], stirrer [ˈstɜːɹə] | [ɪə]: menhir [ˈmenhɪə] |
| i       | r + magánhangzó előtt | [aɪə]    | hire [haɪə], firing [ˈfaɪəɹɪŋ], enquiry [ɪnˈkwaɪəɹi] | |
| i       | hangsúlytalanul | [ɪ]      | livid [ˈlɪvɪd], typical [ˈtɪpɪkl̩] | [ə]: pencil [ˈpensəl], cousin [ˈkʌzən] Ø: business [ˈbɪznɪs] |
| i       | hangsúlytalanul magánhangzó előtt külön szótagban                                                                                           | [i]      | familiar [fəˈmɪli.ə], alien [ˈeɪli.ən], radii [ˈɹeɪdi.aɪ], idiot [ˈɪdi.ət] | |
| i       | hangsúlytalanul magánhangzó előtt ugyanabban a szótagban                                                                                    | Ø        | region [ˈɹiːd͡ʒən], contagious [kənˈteɪd͡ʒəs] | |
| ie      | szó végén | [i]      | goalie [ˈɡəʊli], oldie [ˈəʊldi], auntie [ˈɑːnti], movie [ˈmuːvi], lingerie [ˈlɒnʒəɹi] | [aɪ]: belie [bɪˈlaɪ], die [daɪ], untie [ʌnˈtaɪ], vie [vaɪ] [i.eɪ]: kyrie [kɪɹi.eɪ], papier-mâché [/ˌpæpi.eɪˈmæʃeɪ] |
| ie      | szó belsejében általában | [iː]     | field [fiːld], siege [siːd͡ʒ], rabies [ˈɹeɪbiːz], skied [skiːd] | [aɪ]: allied [ˈælaɪd], pied [paɪd], skies [skaɪz] [aɪ.ə]: client [ˈklaɪ.ənt], diet [ˈdaɪ.ət], science [saɪ.əns], sliest [slaɪ.əst] [i.ə]: ambient [ˈæmbi.ənt], alien [ˈeɪli.ən], oriel [ˈɒɹi.əl], ugliest [ˈʌɡli.əst] [i.e]: orient [ˈɒɹi.ent] ([ˈɒɹi.ənt] és [ˈəʊɹi.ənt] is), acquiesce [ˌækwiˈes] [ɪ]: sieve [sɪv], mischief [ˈmɪst͡ʃɪf], kerchief [ˈkɜːt͡ʃɪf] [e]: friend [fɹend] [aɪˈe]: biennial [baɪˈeni.əl] [iːɒ]: clientele [ˌkliː.ɒnˈtel] [iˈiː]: medieval [ˌmediˈiːvəl] [iː.ə]: lien [ˈliː.ən] |
| ie      | r előtt | [ɪə]     | cashier [kæʃˈɪə], fierce [fɪəs], frontier [ˈfɹʌntɪə], pier [pɪə] | [aɪə]: shier [ʃaɪə], fiery [ˈfaɪəɹi], hierarchy [ˈhaɪəɹɑːki], plier [ˈplaɪəz] [i.ə]: busier [bɪzi.ə], rapier [ˈɹeɪpi.ə], glacier [ˈɡlæsi.ə] [jə]: hosiery [ˈhəʊzjəɹi] [i.eə]: concierge [ˌkɒnsiˈeəʒ], premiere [ˈpɹemi.eə] [i.eɪ]: atelier [əˈteli.eɪ], bustier [ˌbʊstiˈeɪ], dossier [ˈdɒsi.eɪ] [iː.ə]: skier [skiː.ə] |
| ieu     | |          | nincs rá szabály | [uː]: lieu [luː] ([ljuː] is) [ef]: lieutenant [lefˈtenənt] (Army) [e]: lieutenant [leˈtenənt] (Navy) [jɜː] milieu [miːlˈjɜː] |
| iew     | | [juː]    | view [vjuː] | |
| -isle   | | [aɪl]    | isle [aɪl], enisle [ɪnˈaɪl], lisle [laɪl] | |
| j       | | [d͡ʒ]     | jump [d͡ʒʌmp], ajar [əˈd͡ʒɑː] | [j]: Hallelujah [ˌhælɪˈluːjə], jaeger / jager / jäger [ˈjeɪgər] ([ˈd͡ʒeɪgər] is) [ʒ]: bijou [ˈbiːʒuː], jongleur [ʒɒnˈglɜː], julienne [ʒʊli.en] ([d͡ʒʊli.en] is) [h]: jalapeno / jalapeño [ˌhæləˈpeɪnjəʊ], fajita [fəˈhiːtə] Ø: marijuana [ˌmæɹəˈwɑːnə] |
| k, kk   | általában | [k]      | key [kiː], bake [beɪk], trekking [ˈtɹekɪŋ] | Ø: reknit [ˌɹiːˈnɪt], camiknickers [ˈkæmiˌnɪkəz] |
| k, kk   | n előtt szó elején | Ø        | knight [naɪt], knee [niː], knife [naɪf], knock [nɒk] | [k]: knish [kəˈnɪʃ] |
| kh      | | [k]      | sheikh [ʃeɪk] ([ʃiːk] is), khaki [ˈkɑːki] | |
| l, ll   | | [l]      | line [laɪn], valve [vælv], valley [ˈvæli] | Ø: halve [hɑːv], balk [bɔːk], salmon [ˈsæmən], tortilla [tɔːˈtiː.ə] |
| -le     | | [l̩]      | little [ˈlɪtl̩], table [ˈteɪbl̩] | [l]: orle [ɔːl], isle [aɪl] [leɪ]: boucle [bʊkˈleɪ] |
| m, mm   | általában | [m]      | mine [maɪn], hammer [ˈhæmə] | |
| m, mm   | n előtt szó elején | Ø        | mnemonic [nɪˈmɒnɪk] | |
| n, nn   | általában | [n]      | nice [naɪs], funny [ˈfʌni], anchovy [ˈænt͡ʃəvi], damnable [ˈdæmnəbl̩] | [ŋ]: anxiety [æŋˈzaɪ.əti] Ø: monsieur [məsˈjɜː], condemner [kənˈdemə], damningly [ˈdæmɪŋli] |
| n, nn   | [k] és [ɡ] előtt | [ŋ]      | inkling [ˈɪŋklɪŋ], bangle [ˈbæŋɡl̩], anchor [ˈæŋkə] | [n]: incline [ɪnˈklaɪn], vanguard [ˈvænˌɡɑːd], mankind [mænˈkaɪnd] |
| n, nn   | m után szó végén | Ø        | hymn [hɪm], autumn [ˈɔːtəm], solemn [ˈsɒləm] | |
| ñ       | (spanyol eredetű szavakban) | [nj]     | piñata [pɪnˈjɑːtə] | |
| ng      | szó végén (képzett alakokban is) | [ŋ]      | long [/lɒŋ], kingly [ˈkɪŋli], singer [ˈsɪŋə], clingy [klɪŋi] | [ŋɡ]: longer [ˈlɒŋɡə], strongest [ˈstɹɒŋgɘst] [nd͡ʒ]: stingy [ˈstɪnd͡ʒi] |
| ng      | szó belsejében e, i, y előtt | [nd͡ʒ]    | binging [ˈbɪnd͡ʒɪŋ], wharfinger [ˈwɔːfɪnd͡ʒə], dingy [ˈdɪnd͡ʒi] | [ŋɡ]: finger [ˈfɪŋɡə] [nʒ]: ingenue / ingénue [ˈæ̃nʒeɪnuː], lingerie [ˈlɒnʒəɹi] |
| ng      | szó belsejében máskor | [ŋɡ]     | congress [ˈkɒŋɡɹes], singly [ˈsɪŋɡli], language [ˈlæŋɡwɪd͡ʒ] | [nd͡ʒ]: engaol [ɪnˈd͡ʒeɪl] [nɡ]: congrats [kənˈɡɹæt͡s], engage [ɪnˈɡeɪd͡ʒ], vanguard [ˈvænˌɡɑːd] [ŋ]: hangar [ˈhæŋə], lingonberry [ˈlɪŋənˌbeɹi], tongue [tʌŋ] |
| -ngue   | | [ŋ]      | tongue [tʌŋ], harangue [həˈɹæŋ], meringue [məˈɹæŋ] | [ŋgeɪ]: merengue [məˈɹeŋgeɪ], distingue / distingué [dɪstæŋˈgeɪ] [ŋgi]: dengue [ˈdeŋɡi] |
| o       | több mássalhangzó előtt | [ɒ]      | doctor [ˈdɒktə], torrent [ˈtɒɹənt], donkey [ˈdɒŋki] | [ʌ]: monkey [ˈmʌŋki], front [fɹʌnt] [əʊ]: gross [ɡɹəʊs], comb [kəʊm], wonted [ˈwəʊntɪd], both [bəʊθ] [ʊ]: wolf [wʊlf] [wʌ]: once [wʌns] |
| o       | a szó utolsó magánhangzójaként | [ɒ]      | bomb [bɒm], wonk [wɒŋk], dot [dɒt] | [ʌ]: won [wʌn] [uː]: tomb [tuːm], womb [wuːm] |
| o       | két vagy több hangsúlytalan szótag előtt | [ɒ]      | opera [ˈɒpəɹə], colonise [ˈkɒlənaɪz], cooperate / co-operate [kəʊˈɒpəɹeɪt] | [əʊ]: brokenly [ˈbɹəʊkn̩li], probity [ˈpɹəʊbɪti], tonicity [ˈtɒnɪsəti] |
| o       | a következő szótagban [ɪ] található | [ɒ]      | topic [ˈtɒpɪk], solid [ˈsɒlɪd], promise [ˈpɹɒmɪs] | [əʊ]: meiosis [maɪˈəʊsɪs], aerobic [eəˈɹəʊbɪk] |
| o       | egyetlen mássalhangzó előtt | [əʊ]     | omen [ˈəʊmən], grove [ɡɹəʊv], total [ˈtəʊtl̩] | [ɒ]: moral [ˈmɒɹəl], proper [ˈpɹɒpə], shone [ʃɒn] [uː]: move [muːv], bosom [ˈbuːzəm] ([ˈbʊzəm] is) [ʌ]: come [kʌm], love [lʌv], done [dʌn], colander [ˈkɒləndə] [ə]: purpose [ˈpɜːpəs], Europe [ˈjʊəɹəp], sophomore [ˈsɒf.ə.mɔː] [ʊ]: woman [ˈwʊmən] [ɪ]: women [ˈwɪmɪn] [wʌ]: one [wʌn] Ø: colonel [ˈkɜːnəl] |
| o       | mássalhangzó + -le valamint mássalhangzó + -r- + magánhangzó előtt                                                                          | [əʊ]     | noble [ˈnəʊbl̩], cobra [ˈkəʊbɹə] | [uː]: doable [ˈduːəbl̩] |
| o       | szó végén | [əʊ]     | banjo [ˈbænd͡ʒəʊ], go [ɡəʊ] | [uː]: to [tuː] (hangsúlytalanul [tʊ] és [tə] is), who [huː] |
| o       | magánhangzó előtt külön szótagban | [əʊ]     | boa [ˈbəʊ.ə], poet [ˈpəʊ.ɪt], stoic [ˈstəʊ.ɪk], cooperate / co-operate [kəʊˈɒpəɹeɪt] | |
| o       | r előtt | [ɔː]     | ford [fɔːd], boring [ˈbɔːɹɪŋ], more [mɔː] | [ɒ]: forest [ˈfɒɹɪst], borrow [ˈbɒɹəʊ], moral [ˈmɒɹəl] [ɜː]: whorl [wɜːl] [ʌ]: borough [ˈbʌɹə] |
| o       | w után és r előtt | [ɜː]     | word [wɜːd], work [wɜːk], worst [wɜːst] | [ɔː]: worn [wɔːn], sword [sɔːd], swore [swɔː] [ʌ]: worry [ˈwʌɹi] |
| o       | hangsúlytalanul | [ə]      | eloquent [ˈeləkwənt], wanton [ˈwɒntən], author [ˈɔːθə] | [ɒ]: neuron / neurone [ˈnjʊəɹɒn] |
| ö       | (német eredetű szavakban) | [ɜː]     | Brötchen [ˈbɹɜːt͡ʃn̩] | |
| oa      | általában | [əʊ]     | boat [bəʊt], coal [kəʊl], load [ləʊd], coaxing [ˈkəʊksɪŋ] | [əʊ.ə]: boa [ˈbəʊ.ə] [əʊ.æ]: coaxial [kəʊ.æksi.əl], ogdoad [ɒgdəʊˈæd] [əʊ.eɪ]: inchoate [ɪnˈkəʊ.eɪt], oasis [əʊˈeɪsɪs], cloaca [kləʊˈeɪkə] [ɔː]: broad [bɹɔːd] [uː.ə]: doable [ˈduː.ə.bl̩] [əʊˈɒ]: koala [kəʊˈɑːlə] |
| oa      | r előtt | [ɔː]     | boar [bɔː], coarse [kɔːs], keyboard [ˈkiːbɔːd], soaring [ˈsɔːɹɪŋ] | [ə]: cupboard [ˈkʌbəd], starboard [ˈstɑːbəd] [əʊ.ɑː]: coarctation [kəʊ.ɑːkˌteɪʃn̩] |
| oe      | általában | [iː]     | amoeba [əˈmiːbə], coelacanth [ˈsiːləˌkænθ], foetal [ˈfiːtl̩], phoenix [ˈfiːnɪks] | [əʊ]: doeskin [ˈdəʊskɪn], woeful [ˈwəʊfl̩] [uː]: shoelace [ˈʃuːleɪs], canoeing [kəˈnuː.ɪŋ] [əʊˈe]: poetic [pəʊˈetɪk], soever [səʊˈevə] [əʊˈwe]: orthoepic [ˌɔːθəˈwepɪk] [e]: foetid [ˈfetɪd], roentgen / röntgen [ˈɹentɡən] ([ˈɹɒntɡən] is) [əʊˈiː]: coeval [kəʊˈiːvəl], noesis [nəʊˈiːsɪs] [əʊˈɜ]: coerce [kəʊˈɜːs] [əʊ.ɪ]: poetry [ˈpəʊ.ɪtɹi] |
| oe      | szó végén (utolsó szótagban) | [əʊ]     | foe [fəʊ], goes [ɡəʊz], toed [təʊd], woe [wəʊ] | [uː]: shoes [ʃuː], canoe [kəˈnuː] [əʊ.e]: coed [ˌkəʊˈed], Noel / Noël [nəʊˈel], phloem [ˈfləʊ.em] [əʊ.ə]: goer [ɡəʊ.ə], loess [ˈləʊ.es] [əʊ.ɪ]: poem [ˈpəʊ.ɪm] [ʌ]: does [dʌz] [uːə]: doeth [ˈduː.əθ], doer [ˈduːə] [ɜː]: foehn [fɜːn] [əʊ.iː] diploe [ˈdɪpləʊ.ˌiː] ([ˈdɪpləˌwiː] is), kalanchoe [ˌkælənˈkəʊ.iː] ([kəˌlæŋˈkəwiː] és [ˈkælənˌt͡ʃəʊ] is) |
| oe      | hangsúlytalanul | [ɪ]      | oedema [ɪˈdiːmə], oesophagus [ɪˈsɒfəɡəs] | [əʊ]: aloe [ˈæləʊ], echoed [ˈekəʊd], oboes [ˈəʊbəʊz], soloed [ˈsəʊləʊd] [uː]: hoopoe [ˈhuːpuː] ([ˈhuːpəʊ] is) |
| oeu     | | [uː]     | manoeuvre [məˈnuːvə] | [ɜː]: oeuvre [ˈɜːvɹə] |
| oh      | | [əʊ]     | oh [əʊ], kohlrabi [kəʊlˈɹæbi], ohm [əʊm], pharaoh [ˈfeəɹəʊ] | [ɒ]: demijohn [demɪˈd͡ʒɒn], johnny [ˈd͡ʒɒni], John [dʒɒn] [ɔː]: bohrium [ˈbɔːɹi.əm] [ə]: matzoh [ˈmæt͡sə] |
| oi      | általában | [ɔɪ]     | boing [bɔɪŋ], moist [mɔɪst], coin [kɔɪn], envoi [ˈenvɔɪ] | [əʊ.ɪ]: going [ˈɡəʊ.ɪŋ], egoist [ˈiːɡəʊ.ɪst], heroin [ˈheɹəʊ.ɪn], stoic [ˈstəʊ.ɪk] [wɑː]: bourgeois [ˈbɔːʒwɑː], coiffeur [kwɒfˈɜː], patois [ˈpætwɑː], chamois [ˈʃæmwɑː] [ə]: connoisseur [ˌkɒnəˈsɜː], porpoise [ˈpɔːpəs], tortoise [ˈtɔːtəs] [uːɪ]: doing [ˈduː.ɪŋ] [əʊ.aɪ]: ghettoise [ˈɡetəʊ.aɪz] |
| oi      | r előtt | [wɑː]    | reservoir [ˈɹezəvwɑː], memoir [ˈmemwɑː], moire [mwɑː] ([ˈmɔɪ.ə] is), moire / moiré [mwɑːˈɹeɪ] ([məʊˈɹeɪ] is), soiree / soirée [ˈswɑːɹeɪ] | [ɔɪ.ə]: coir [ˈkɔɪ.ə], Moira [ˈmɔɪ.əɹə] [waɪə]: choir [kwaɪə] |
| old     | | [əʊld]   | scaffold [ˈskæfəʊld], blindfold [ˈblaɪndfəʊld], older [ˈəʊldə], bold [bəʊld] | [ɒld]: kobold [ˈkəʊbɒld] |
| olk     | | [əʊk]    | yolk [jəʊk], folklore [ˈfəʊklɔː] | [ɒlk]: polka [ˈpɒlkə], kolkhoz [kɒlˈkɔːz] |
| oll     | | [ɒl]     | doll [dɒl], pollen [ˈpɒlən], trolley [ˈtɹɒli], holly [ˈhɒli], atoll [ˈætɒl] | [əʊl]: toll [təʊl], swollen [ˈswəʊlən], troller [ˈtɹəʊlə] ([ˈtɹɒlə] is), wholly [ˈhəʊli] [ɔɪ]: cholla [ˈt͡ʃɔɪjə] [əl]: caroller [ˈkæɹələ], collide [kəˈlaɪd] |
| olm     | | [ɒlm]    | olm [ɒlm], dolmen [ˈdɒlmen] | [əʊlm]: enrolment [ɪnˈɹəʊlmənt], holmium [ˈhəʊlmi.əm] [əʊm]: holm [həʊm] |
| omb     | |          | nincs rá szabály | [ɒm]: bomb [bɒm] [ɒmb]: sombre [ˈsɒmbə] [əʊm]: comb [kəʊm] [uːm]: tomb [tuːm] |
| ong     | | [ɒŋ]     | songstress [ˈsɒŋstɹəs], along [əˈlɒŋ], strong [stɹɒŋ], wronger [ˈɹɒŋə], bong [bɒŋ], dugong [ˈdjuːɡɒŋ], longer [ˈlɒŋə], strongest [ˈstɹɒŋəst] | [ɒŋg]: congress [ˈkɒŋɡɹes], bongo [ˈbɒŋɡəʊ], conger [ˈkɒŋɡə], jongleur [ʒɒŋˈglɜː], elongate [ˈiːlɒŋɡeɪt] [ɒnd͡ʒ]: congeries [ˈkɒnd͡ʒəɹiːz], longevity [lɒnˈd͡ʒevəti], pongee [pɒnˈd͡ʒiː] [ʌŋg]: monger [ˈmʌŋgə] ([ˈmɒŋgə] is), humongous [hjuːˈmʌŋɡəs], mongrel [ˈmʌŋɡɹəl] [ʌnd͡ʒ]: sponger [ˈspʌnd͡ʒə], longe [lʌnd͡ʒ], spongy [ˈspʌnd͡ʒi] [ʌŋ]: among [əˈmʌŋ], tongue [tʌŋ] [ɒng]: ongoing [ˈɒnˌɡəʊ.ɪŋ], nongraded [nɒnˈgɹeɪdɪd] [əng]: congratulate [kənˈɡɹætjʊleɪt], lemongrass [ˈlemənˌɡɹæs] [ənd͡ʒ]: congeal [kənˈd͡ʒiːl], congestion [kənˈd͡ʒest͡ʃn̩] [ɒnʒ]: allongé / allonge [əlɒnˈʒeɪ], conge / congé [kɒnˈʒeɪ] ([kəʊnˈʒeɪ] is)                                                                            |
| oo      | általában | [uː]     | cool [kuːl], sooth [suːθ], boot [buːt], goose [ɡuːs] | [ʊ]: wool [wʊl], soot [sʊt], foot [fʊt], gooseberry [ˈɡʊzbəɹi] [əʊ]: brooch [bɹəʊt͡ʃ] [əʊ.ɒ]: coopt [kəʊˈɒpt], zoology [zəʊˈɒl.ə.d͡ʒi] ([zuːˈɒləd͡ʒi] is) |
| oo      | k, d előtt | [ʊ]      | cook [kʊk], shook [ʃʊk], wood [wʊd], stood [stʊd] | [uː]: kook [kuːk], spook [spuːk], food [fuːd], brood [bɹuːd] [ʌ]: flood [flʌd], blood [blʌd] |
| oo      | r előtt | [ɔː]     | door [dɔː], flooring [ˈflɔːɹɪŋ], poor [pɔː], moor [mɔː] | [ʊə]: roorback [ˈɹʊəˌbæk] [ə]: whip-poor-will [ˈwɪpəwɪl] [əʊ.ɔː]: coordinate [kəʊˈɔːdɪneɪt] |
| ou      | hangsúlyosan | [aʊ]     | out [aʊt], aloud [əˈlaʊd], bough [baʊ] | [uː]: soup [suːp], you [juː], through [θɹuː], ampoule [ˈæmpuːl], coupon [ˈkuːpɒn], ratatouille [ˌɹætəˈtuː.i] [ʌ]: touch [tʌt͡ʃ], trouble [ˈtɹʌbl̩], country [ˈkʌntɹi] [əʊ]: soul [səʊl], dough [dəʊ], boulder [ˈbəʊldə] [ʊ]: could [kʊd], should [ʃʊd] [ɒ]: cough [kɑːf], fount [fɑːnt] (betűtípus, egyébként [faʊnt]) |
| ou      | hangsúlyosan r előtt | [ɔː]     | four [fɔː], courtesan [ˌkɔːtɪˈzæn] vagy [ˈkɔːtɪzæn], discourse [ˈdɪskɔːs] | [aʊə]: hour [aʊə], flour [flaʊə], scours [skaʊəz] [ɜː]: journey [ˈd͡ʒɜːni], courtesy [ˈkɜːtəsi], scourge [skɜːd͡ʒ] [ʊə]: tour [tʊə] ([tɔː] is), gourd [ɡʊəd], velour [vəˈlʊə] [ʊ]: courier [ˈkʊɹiə] [ʌ]: encourage [ɪnˈkʌɹɪd͡ʒ], flourish [ˈflʌɹɪʃ] |
| ou      | hangsúlytalanul | [ə]      | camouflage [ˈkæməflɑːʒ], labour [ˈleɪbə], nervous [ˈnɜːvəs], potpourri [ˌpəʊpəˈɹiː] | [u]: bivouac [ˈbɪvu.æk], bedouin [ˈbedu.ɪn] [ʊ]: entourage [ˈɒntʊɹɑːʒ] [ɔː]: detour [ˈdiːtɔː] [ʌ]: hiccough [ˈhɪkʌp] [w]: ouabaine [ˈwɒbeɪn] |
| ough    | |          | nincs rá szabály | [ʌf]: enough [ɪˈnʌf], hough [hʌf], rough [ɹʌf], slough off [ˈslʌfɒf], tough [tʌf], Loughborough [ˈlʌfbʌɹə], Woughton [ˈwʌftən] [ɒf]: cough [kɒf], trough [tɹɒf] [aʊ]: bough [baʊ], drought [dɹaʊt], plough [plaʊ], a slough of [əˈslaʊ.əv], Loughton [ˈlaʊtən] [əʊ]: dough [dəʊ], furlough [ˈfɜːləʊ] [ɔː]: bought [bɔːt], brought [bɹɔːt], ought to [ˈɔːt ˌtə], sought [sɔːt], thought [θɔːt], wrought [ɹɔːt], Broughton [ˈbɹɔːtən] [uː]: brougham [bɹuːm], through [θɹuː] [ə]: borough [ˈbʌɹə], thorough [ˈθʌɹə], Loughborough [ˈlʌfbʌɹə] [uː]: hiccough [ˈhɪkʌp] [ɒk]: hough [hɒk] [ɒx]: lough [lɒx] [ɔːk]: Coughlin [ˈkɔːklɪn] [juː]: Ayscough [əsˈkjuː] [iː]: Colcolough [ˈkoʊkliː] [ʊx]: ough [ʊx] |
| ow      | | [aʊ]     | owl [aʊl], bow [baʊ], allow [əˈlaʊ], dowry [ˈdaʊɹi], cowries [ˈkaʊɹi], peafowl [ˈpiːfaʊl], sundowner [ˈsʌndaʊnə] | [əʊ]: row [ɹəʊ], sow [səʊ], own [əʊn], cowrites [ˌkəʊˈɹaɪt͡s], showroom [ˈʃəʊɹʊm], yellow [ˈjeləʊ], teabowl [ˈtiːbəʊl], landowner [ˈlændˌəʊnə] [ɒ]: acknowledge [əkˈnɒlɪd͡ʒ], rowlock [ˈɹɒlək] ([ˈɹəʊlɒk] is) [əw]: cassowary [ˈkæsəˌweəɹi], towards [təˈwɔːdz] |
| oy      | | [ɔɪ]     | boy [bɔɪ], doyenne [dɔɪˈen] ([dwaɪˈen] is), foyer [ˈfɔɪ.eɪ], voyage [ˈvɔɪ.ɪd͡ʒ] | [waː]: voyeur [vwɑːˈjɜː] [əʊj]: oyez [əʊˈjez] ([əʊˈjeɪ] is) [aɪ]: coyote [kaɪˈəʊti] |
| p, pp   | általában | [p]      | pill [pɪl], happy [ˈhæpi], soup [suːp], corpse [kɔːps], script [skɹɪpt] | Ø: corps [kɔː], coup [kuː], raspberry [ˈɹɑːzbəɹi], receipt [ɹɪˈsiːt], cupboard [ˈkʌbəd] |
| p, pp   | szó elején n, s, t előtt | Ø        | pneumonia [njuːˈməʊni.ə], psyche [ˈsaɪki], ptomaine [ˈtəʊmeɪn] | [p]: psst [pst] |
| ph, pph | | [f]      | photograph [ˈfəʊtəɡɹɑːf], sapphire [ˈsæfaɪə] | [v]: Stephen [ˈstiːvn̩], nephew [ˈnevjuː] (régies, ma már inkább [ˈnefjuː]) [pf]: camphor [ˈkæmpfə] ([ˈkæmfə] is) [p]: shepherd [ˈʃepəd] |
| q       | | [k]      | Iraq [ɪˈɹɑːk], Iqaluit [iːˈkæluː.ɪt] | [kw]: Qantas [ˈkwɒntəs] |
| qu      | | [kw]     | queen [kwiːn], quick [kwɪk] | [k]: conquer [ˈkɒŋkə], liquor [ˈlɪkə], mosquito [məˈskiːtəʊ], parquet [ˈpɑːkeɪ], bouquet [bʊˈkeɪ] |
| -que    | | [k]      | mosque [mɒsk], bisque [bɪsk] | [keɪ]: communique / communiqué [kəˈmjuːnɪkeɪ], manque / manqué [mɒŋˈkeɪ], risque / risqué [ɹɪˈskeɪ] [kjuː]: barbeque [ˈbɑːbɪkjuː] [ki]: pulque [ˈpʊlki] |
| r, rr   | általában | [ɹ]      | ray [ɹeɪ], parrot [ˈpæɹət] | Ø: iron [aɪən] |
| r, rr   | mássalhangzó előtt | Ø        | cart [kɑːt], hurt [hɜːt] | |
| r, rr   | szó végén | Ø        | fir [fɜː], walker [ˈwɔːkə], tear [teə], burr[bɜː] | |
| r, rr   | szó végi e előtt | Ø        | care [keə] | |
| -re     | | [ə]      | timbre [ˈtæmbə], acre [ˈeɪkə], ogre [ˈəʊɡə], centre [ˈsentə], cadre [ˈkɑːdə], fiacre [fi.aːkɘ] | [ɹeɪ]: compadre [kəmˈpɑdɹeɪ], emigre / émigré [ˈemɪɡɹeɪ] [ɹə]: genre [ˈʒɑ̃ːɹə], oeuvre [ˈɜːvɹə] |
| rh, rrh | | [ɹ]      | rhyme [ɹaɪm], diarrhoea [ˌdaɪ.əˈɹiː.ə] | Ø: myrrh [mɜː] |
| -ron    | | [ɹɒn]    | neuron [ˈnjʊəɹɒn], moron [ˈmɔːɹɒn], interferon [ˌɪntəˈfɪəɹɒn], aileron [ˈeɪləɹɒn] | [ɹən]: baron [ˈbæɹən], heron [ˈheɹən], environ [enˈvaɪɹən] [ən]: iron [aɪən] [ən]: chaperone [ˈʃæpəɹəʊn] |
| s       | általában | [s]      | song [sɒŋ], ask [ɑːsk], misled [ˌmɪsˈled] | [z]: is [ɪz], lens [lenz], raspberry [ˈɹɑːzbəɹi] [ʃ]: sugar [ˈʃʊɡə], sure [ʃɔː], tension [ˈtenʃn̩] [ʒ]: vision [ˈvɪʒn̩], closure [ˈkləʊʒə] Ø: island [ˈaɪlənd], isle [aɪl], islet [ˈaɪlət], aisle [aɪl], apropos [ˈæprəpəʊ], bourgeois [ˈbɔːʒwɑː], chamois [ˈʃæmwɑː], chassis [ˈʃæsi], corps [kɔː], debris [ˈdebɹiː], rendezvous [ˈrɒndeɪvuː], velours [vəˈlʊə], mesne [meɪn] |
| s       | két kiejtett magánhangzó között | [z]      | phrases [fɹeɪz], prison [ˈpɹɪzn̩], pleasing [ˈpliːzɪŋ] | [s]: bases [ˈbeɪsɪz] (a base többes száma) / [ˈbeɪsiːz] (a basis többes száma), bison [ˈbaɪsn̩], leasing [ˈliːsɪŋ] |
| s       | szó végén zöngétlen hang után | [s]      | pets [pet͡s], shops [ʃɒp] | |
| s       | szó végén zöngés hang után | [z]      | beds [bedz], magazines [ˌmæɡəˈziːnz] | |
| s       | szó végén kiejtett magánhangzó után többes számban                                                                                          | [z]      | houses [ˈhaʊzɪz], parties [ˈpɑːtɪz] | |
| sc      | e, i és y előtt | [s]      | scene [siːn], scepter [ˈseptə], scissors [ˈsɪzəz], scythe [saɪð], crescent [ˈkɹesənt] | [sk]: sceptic [ˈskep.tɪk], scirrhus [ˈskɪɹəs] ([ˈsɪɹəs] is) [ʃ]: fascia [ˈfeɪʃə], fascism [ˈfæʃɪzm̩], crescendo [kɹɪˈʃendəʊ] |
| sc      | egyébként | [sk]     | scope [skəʊp], escape [ɪˈskeɪp], disc [dɪsk] | [k]: viscount [ˈvaɪkaʊnt] |
| sch     | | [sk]     | school [skuːl], scheme [skiːm], schizo [ˈskɪt͡səʊ] | [ʃ]: schedule [ˈʃedjuːl] ([ˈskedjuːl] is), schist [ʃɪst] [s]: schism [ˈsɪzm̩] ([ˈskɪzm̩] is) |
| sci-    | | [ʃ]      | conscience [ˈkɒnʃn̩s], luscious [ˈlʌʃəs], prosciutto [pɹəˈʃuːtəʊ] | [ʃi]: conscientious [ˌkɒnʃiˈenʃəs], fasciated [ˈfæʃiˌeɪt] [saɪ]: sciatica [saɪˈætɪkə], sciamachy [saɪˈæməki], sciential [saɪˈenʃl̩] [si]: omniscient [ɒmˈnɪsi.ənt], prescience [ˈpɹesi.ənt] |
| -scle   | | [sl̩]     | corpuscle [ˈkɔːpʌsl̩], muscle [ˈmʌsl̩] | [skəl]: mascle [ˈmæskəl] |
| -se     | főnevekben | [s]      | house [haʊs], excuse [ɪkˈskjuːs], moose [muːs], anise [ˈænɪs], geese [ɡiːs] | [z]: prose [pɹəʊz], nose [nəʊz], tease [tiːz], guise [ɡaɪz], compromise [ˈkɒmpɹəmaɪz] |
| -se     | igékben | [z]      | house [haʊz], excuse [ɪkˈskjuːz], choose [t͡ʃuːz], arise [əˈɹaɪz], please [pliːz] | [s]: grouse [ɡɹaʊs], dose [dəʊs], lease [liːs], chase [t͡ʃeɪs], promise [ˈpɹɒmɪs] |
| sh      | | [ʃ]      | shin [ʃɪn], fashion [ˈfæʃn̩], wish [wɪʃ], Lewisham [ˈluəʃəm], foreshore [ˈfɔːˌʃɔː], kinship [ˈkɪnʃɪp] | [sh]: mishap [ˈmɪshæp], mishit [mɪsˈhɪt] [zh]: hogshead [ˈhɒɡzhed] [sʃ]: tranship [tɹænsˈʃɪp] [ʃh]: threshold [ˈθɹeʃhəʊld] |
| si-     | | [ʒ]      | vision [ˈvɪʒn̩], occasion [əˈkeɪʒn̩], explosion [ɪkˈspləʊʒn̩], illusion [ɪˈluːʒn̩] | [ʃ]: pension [ˈpenʃn̩], controversial [ˌkɒntɹəˈvɜːʃl̩], compulsion [kəmˈpʌlʃn̩] [zi]: easier [ˈiːzi.ə], enthusiasm [ɪnˈθjuːzi.æzm̩], physiological [ˌfɪzi.əˈlɒd͡ʒɪkəl] [si]: tarsier [ˈtɑːsi.ə] ([ˈtɑːsi.eɪ] is), Celsius [ˈselsi.əs] |
| ss      | | [s]      | boss [bɒs], assign [əˈsaɪn], dresser [ˈdɹesə], dissent [dɪˈsent], aggressors [əˈɡɹesəz], finesse [fɪˈnes] | [ʃ]: tissue [ˈtɪʃuː] ([ˈtɪsjuː] is), aggression [əˈɡɹeʃən] [z]: dessert [dɪˈzɜːt], dissolve [dɪˈzɒlv], scissors [ˈsɪzəz] [ss]: disseat [dɪssiːt] ([dɪsiːt] is), misspell [ˌmɪsˈspel], missort [ˌmisˈsɔːt] |
| ssi-    | | [ʃ]      | mission [ˈmɪʃn̩], passion [ˈpæʃn̩], Russia [ˈɹʌʃə], session [ˈseʃn̩] | [si]: potassium [pəˈtæsi.əm], dossier [ˈdɒsi.eɪ] ([ˈdɒsi.ə] is), messier [ˈmesi.ə] |
| -sure   | | [ʒə]     | leisure [ˈleʒə], treasure [ˈtɹeʒə] | [ʃə]: tonsure [ˈtɒnʃə], censure [ˈsenʃə] |
| sw      | | [sw]     | swore [swɔː], swan [swɒn], swift [swɪft] | [s]: sword [sɔːd], answer [ˈɑːnsə] [zw]: menswear [ˈmenzweə] Ø: coxswain [ˈkɒksən] ([ˈkɒksweɪn] is) |
| t, tt   | általában | [t]      | ten [ten], bitter [ˈbɪtə], aetiology [ˌiːtiˈɒləd͡ʒi], nastier [ˈnɑːstɪə], attuned [əˈtjuːnd], piteous [ˈpɪti.əs], cation [ˈkætaɪən], softer [ˈsɒftə], wallet [ˈwɒlɪt], bastion [ˈbæstiən], gristmill [ˈɡɹɪstmɪl], haste[heɪst], dishearten [dɪsˈhɑːtn̩]         | [ʃ]: ration [ˈɹæʃn̩], martial [ˈmɑːʃl̩], cautious [ˈkɔːʃəs] [t͡ʃ]: nature [ˈneɪt͡ʃə], fortune [ˈfɔːt͡ʃuːn], righteous [ˈɹaɪt͡ʃəs] [ʒ]: equation [ɪˈkweɪʒn̩] Ø: often [ˈɒfn̩], soften [ˈsɒfn̩], ballet [ˈbæleɪ], Christmas [ˈkɹɪsməs], mortgage [ˈmɔːɡɪd͡ʒ], tsar [zɑː] |
| t, tt   | a -sten és -stle végződésekben (és képzett alakjaiban)                                                                                      | Ø        | hasten [ˈheɪsən], listens [ˈlɪsn̩z], rustling [ˈɹʌsl̩ɪŋ], thistles [ˈθɪsl̩] | [t]: tungsten [ˈtʌŋstən] |
| tch     | | [t͡ʃ]     | batch [bæt͡ʃ], kitchen [ˈkɪt͡ʃn̩] | |
| th      | |          | nincs rá szabály, leggyakoribb kétkiejtése: [θ]: thin [θɪn], both [bəʊθ], north [nɔːθ], absinthe / absinth [ˈæbsæ̃θ] ([ˈæbsɪnθ] is) [ð] :the [ðiː] (magánhangzók előtt és hangsúlyosan) vagy [ðə] (más esetben), bother [ˈbɒðə], smooth [smuːð], soothe [suːð] | [t]: thyme [taɪm], Anthony [ˈæntəni], Esther [ˈestə], Thomas [ˈtɒməs], Thames [temz], Thai(land) [ˈtaɪ(lænd)] [tθ]: eighth [eɪtθ] [th]: lighthouse [ˈlaɪthaʊs], potherb [ˈpɒthɜːb] ([ˈpɒtɜːb] is) Ø: asthma [ˈæsmə] |
| ti-     | | [ʃ]      | cautious [ˈkɔːʃəs], patient [ˈpeɪʃn̩t], inertia [ɪˈnɜːʃə], initial [ɪˈnɪʃl̩], ration [ˈɹæʃn̩] | [t͡ʃ]: question [ˈkwest͡ʃən], Christian [ˈkɹɪst͡ʃən] ([ˈkɹɪsti.ən] is), suggestion [səˈd͡ʒest͡ʃn̩] [ti]: patios [ˈpæti.əʊz], consortia [kənˈsɔːti.ə], fiftieth [ˈfɪfti.əθ], courtier [ˈkɔːti.ə], rentier [ˈɹɒnti.eɪ] [ʃi]: ratios [ˈɹeɪʃi.əʊz], minutia [mɪˈnuʃi.ə] ([mɪˈnuʃə] is), initiate [ɪˈnɪʃi.eɪt], negotiate [nəˈɡəʊʃi.eɪt] [taɪ]: cation [ˈkætaɪ.ən], cationic [ˌkætaɪˈɒnɪk] [ʒ]: equation [ɪˈkweɪʒn̩] |
| -ture   | | [t͡ʃə]    | nature [ˈneɪt͡ʃə], picture [ˈpɪkt͡ʃə] | |
| ts      | | [t͡s]     | tsetse [ˈt͡set͡siː] ([ˈtet͡siː] is), tsunami [t͡suːˈnɑːmiː] | [z]: tsar [zɑː], tsarist [ˈzɑːɹɪst] |
| tz      | | [t͡s]     | quartz [ˈkwɔːt͡s], Ritzgerald [fɪtsˈdʒerəld] | [s]: waltz [wɒls] [z]: tzar [zɑː] |
| u       | több mássalhangzó előtt | [ʌ]      | budding [ˈbʌdɪŋ], cuckold [ˈkʌkəʊld], mullet [ˈmʌlɪt], usher [ˈʌʃə] | [ʊ]: pudding [ˈpʊdɪŋ], cuckoo [ˈkʊkuː], bullet [ˈbʊlɪt], cushion [ˈkʊʃn̩] [uː]: truth [tɹuːθ], ruthless [ˈɹuːθləs], lucrative [ˈluːkɹə.tɪv], lugubrious [luːˈɡuːbɹi.əs] [juː]: fuchsia [ˈfjuːʃə], tulle [tjuːl] [ju]: butte [bjut] |
| u       | a szó utolsó magáhnagzójaként | [ʌ]      | but [bʌt], gull [ɡʌl], Dutch [dʌt͡ʃ], hush [hʌʃ], fuss [fʌs] | [ʊ]: put [pʊt], full [fʊl], butch [bʊt͡ʃ], shush [ʃʊʃ], puss [pʊs] [uː]: brut [bɹuːt] [juː]: debut [ˈdeɪbju] |
| u       | egy mássalhangzó előtt | [juː]    | mute [mjuːt], student [ˈstjuːdənt], puny [ˈpjuːni], union [ˈjuːniən], fuses [ˈfjuːzɪz] | [ʌ]: study [ˈstʌdi], punish [ˈpʌnɪʃ], bunion [ˈbʌnjən], buses [ˈbʌsɪz] [uː]: super [ˈsuːpə], lunar [ˈluːnə], absolute [ˈæbsəluːt], revolution [ˌɹevəˈluːʃn̩], lugubrious [luːˈɡuːbɹi.əs] [ɪ]: busy [ˈbɪzi], business [ˈbɪznɪs] |
| u       | mássalhangzó + -le vagy mássalhangzó + r + magánhangzó előtt (és képzett alakjaiban)                                                        | [juː]    | bugle [ˈbjuːɡl̩], hubris [ˈhjuːbɹɪs], nutrient [ˈnjuːtɹi.ənt] | [ʌ]: butler [ˈbʌtlə], cutlery [ˈkʌtləɹi], subrogate [ˌsʌbɹəˈɡeɪt] |
| u       | külön szótagban álló magánhangzó előtt | [juː]    | duo [ˈdjuː.əʊ], nuance [ˈnjuː.ɑːns], pursuant [pəˈsjuː.ənt], ensuing [ɪnˈsjuː.ɪŋ] | [uː]: suet [ˈsuː.ɪt] |
| u       | szó végén | [juː]    | menu [ˈmenjuː], emu [ˈiːmjuː] | [uː]: impromptu [ɪmˈpɹɒmpt͡ʃuː], Hindu [ˈhɪnduː], tutu [ˈtuːtuː], tofu [ˈtəʊfuː] |
| u       | egy mássalhangzó előtt és [ɹ], [ʃ], [ʒ], [j] valamint mássalhangzó + [l] után                                                               | [uː]     | rule [ɹuːl], chute [ʃuːt], June [d͡ʒuːn], recluses [ɹɪˈkluːzɪz] | [ʌ]: pluses [plʌsɪz], runaway [ˈɹʌnəweɪ], truculent [ˈtɹʌkjʊlənt] [ʊ]: sugar [ˈʃʊɡə] [juː]: overuse [ˌəʊvəˈjuːz], underused [ˌʌndəˈjuːzd] |
| u       | mássalhangzó + -le vagy mássalhangzó + r + magánhangzó előtt és [ɹ], [ʃ], [ʒ], [j] valamint mássalhangzó + [l] után (és képzett alakjaiban) | [uː]     | scruples [ˈskɹuːpl̩], rubric [ˈɹuːbɹɪk] | [ʌ]: runlet [ˈɹʌnlət], clubroom [ˈklʌbɹʊm], rumrunner [ˈɹʌmˌɹʌnə] |
| u       | külön szótagban álló magánhangzó előtt és [ɹ], [ʃ], [ʒ], [j] valamint mássalhangzó + [l] után                                               | [uː]     | truant [ˈtɹuː.ənt], fluent [ˈfluː.ənt], cruelty [ˈkɹuː.əlti] ([ˈkɹʊəlti] is) | |
| u       | szó végén és [ɹ], [ʃ], [ʒ], [j] valamint mássalhangzó + [l] után                                                                            | [uː]     | flu [fluː], guru [ˈɡʊɹuː] | |
| u       | r + mássalhangzó vagy szó végi r előtt (és képzett alakjaiban)                                                                              | [ɜː]     | turn [tɜːn], occur [əˈkɜː], curdle [ˈkɜːdl̩], burr [bɜː], furry [ˈfɜːɹi], demurral [dɪˈɜːɹəl], blurred [blɜːd], recurring [ɹɪˈkɜːɹɪŋ] | [ʌ]: recurrent [ɹɪˈkʌɹənt], occurrence [əˈkʌɹəns] [ʊə]: langur [lɒŋˈɡʊə] |
| u       | r + magánhangzó előtt | [jʊə]    | lure [ljʊə], purity [ˈpjʊəɹɪti], allure [əˈljʊə], curing [ˈkjʊəɹɪŋ] | [ʊ]: guru [ˈɡʊɹuː], Silurian [saɪˈlʊɹi.ən] [e]: bury [ˈbeɹi], burial [ˈbeɹi.əl] |
| u       | r + magánhangzó előtt és [ɹ], [ʃ], [ʒ], [j] valamint mássalhangzó + [l] után                                                                | [ʊə]     | rural [ˈɹʊəɹəl], jury [ˈd͡ʒʊəɹi], plural [ˈplʊə.ɹəl] | [ɔː]: sure [ʃɔː], assurance [əˈʃɔːɹəns] |
| u       | g után a előtt | [w]      | language [ˈlæŋɡwɪd͡ʒ], bilingual [baɪˈlɪŋɡwəl], guano [ˈɡwɑːnəʊ] | Ø: guard [ɡɑːd], guarantee [ˌɡæɹənˈtiː], guaraná / guarana [ɡwəˈɹɑːnə] [juː]: jaguar [ˈd͡ʒæɡjʊ.ə] |
| u       | g után más magánhangzó előtt | Ø        | guest [ɡest], guide [ɡaɪd], vaguer [ˈveɪɡə], languor [ˈlæŋɡə] | [w]: segue [ˈseɡweɪ], distinguish [dɪˈstɪŋɡwɪʃ] [juː]: ambiguity [ˌæmbɪˈɡjuː.ɪti] |
| u       | q után | [w]      | quail [kweɪl], conquest [ˈkɒŋkwest], banquet [ˈbæŋkwɪt], quite [kwaɪt] | Ø: quay [kiː], conquer [ˈkɒŋkə], bouquet [bʊˈkeɪ] ([bəʊˈkeɪ] is), mosquito [məˈskiːtəʊ], cheque [t͡ʃek] |
| u       | hangsúlytalanul | [ə]      | support [səˈpɔːt], industry [ˈɪndəstɹi], useful [ˈjuːsfəl], medium [ˈmiːdi.əm] | [ju]: annual [ˈænju.əl], evaluate [ɪˈvælju.eɪt], arduous [ˈɑːdju.əs], debut [ˈdeɪbju] [jʊ]: accurate [ˈækjʊɹət] [u]: influence [ˈɪnflu.əns] [ʊ]: plurality [plʊˈɹælət̬i/] [uː]: fruition [/frɹːˈɪʃn̩] [jə]: failure [ˈfeɪljə], tenure [ˈtenjə] [ʌ]: guffaw [ɡʌfˈɔː], unruly [ʌnˈɹuːli], upend [ʌpˈend], vulgarity [vʌlˈɡæɹɪti] [ɪ]: minute [ˈmɪnɪt], lettuce [ˈletɪs] Ø: natural [ˈnæt͡ʃɹl̩] ([ˈnæt͡ʃərl̩] is) |
| û       | | [uː]     | crème brûlée [ˌkɹembɹuːˈleɪ] | |
| ü       | | [uː]     | über- [ˈuːbə] | |
| ue      | g után | Ø        | league [liːɡ], tongue [tʌŋ], vaguely [ˈveɪɡli], intrigued [ɪnˈtɹiːɡd] | [ju]: ague [ˈeɪɡju] [juː]: argued [ˈɑːɡjuːd] [e]: guest [ɡest], guessed [ɡes], baguette [bæɡˈet] [ə]: guerrilla [ɡəˈɹɪlə], beleaguered [bɪˈliːɡəd] [weɪ]: segued [ˈseɡweɪd] [we]: guenon [ˈɡwenən] ([ɡəˈnəʊn] is) [wə]: ungues [ˈʌŋɡwəs] [juː.ə]: arguer [ˈɑːɡjuː.ə] [ju.ə]: unguent [ˈʌŋɡju.ənt] [eɪ]: merengue [məˈɹeŋgeɪ] [i]: dengue [ˈdeŋ.ɡi] [iː]: Portuguese [ˌpɔːt͡ʃəˈɡiːz] |
| ue      | r vagy mássalhangzó + l után | [uː]     | true [tɹuː], clue [kluː], gruesome [ˈɡɹuːsəm], blues [bluːz] | [u.ə]: influence [ˈɪnflu.əns] [uː.ə]: cruel [ˈkɹuː.əl], fluent [ˈfluː.ənt], bluest [bluː.əst] [uː.ɪ]: cruet [ˈkɹuː.ɪt] [uː.e]: unfluential [ʌnfluːˈenʃl̩] |
| ue      | egyébként | [juː]    | virtue [ˈvɜːtjuː], cue [kjuː], valued [ˈvæljuːd], hue [hjuː], muesli [ˈmjuːzli] | [jʊə]: fuel [fjʊəl] [juː.ə]: constituent [kənˈstɪtju.ənt], rescuer [ˈɹes.kjuː.ə] [juː.e]: innuendo [ˌɪnjuˈendəʊ], minuet [mɪnjuːˈet] [u.e]: statuesque [ˌstæt͡ʃuˈesk] [uː]: Sue [suː], snafued [snæˈfuːd] [uː.ɪ]: suet [ˈsuː.ɪt] [uː.e]: muezzin [muːˈezɪn] [juː.iː]: tenues [təˈnjuː.iːz] [juːeɪ]: habitue / habitué [hæˈbɪtjuː.eɪ] [jʊə]: puerile [ˈpjʊəɹaɪl] [ʊ]: muenster [ˈmʊnstə] [weɪ]: suede [sweɪd], Venezuelan [venɪˈzweɪlən] [we]: pueblo [pwebləʊ] [wɪ]: desuetude [ˈdeswɪˌtjuːd] |
| ui      | g után | [wɪ]     | anguish [ˈæŋɡwɪʃ], penguin [ˈpeŋɡwɪn], linguist [ˈlɪŋɡwɪst], sanguine [ˈsæŋɡwɪn] | [aɪ]: guide [ɡaɪd], guise [ɡaɪz], beguile [bɪˈɡaɪl] [ɪ]: guild [ɡɪld], guitar [ɡɪˈtɑː], intriguing [ɪnˈtɹiːɡɪŋ], roguish [ˈɹəʊɡɪʃ] [iː]: beguine [ˈbeɪgiːn] [wiː]: linguine [lɪŋˈɡwiːnei] [juː.ɪ]: arguing [ˈɑːɡjuː.ɪŋ], aguish [ˈeɪˌɡjuː.ɪʃ] [uː.i]: GUI [ˈɡuː.i] |
| ui      | j, r vagy mássalhangzó + l után | [uː]     | juice [d͡ʒuːs], cruise [kɹuːz], sluice [sluːs], fruiting [ˈfɹuːtɪŋ] | [uː.ɪ]: fruition [fɹuːˈɪʃn̩], fluid [ˈfluː.ɪd], ruin [ˈɹuː.ɪn], druid [ˈdɹuː.ɪd], truism [ˈtɹuː.ɪzm̩] [uː.ə]: incongruity [ˌɪnkəŋɡɹuː.əti] [uːj]: alleluia [ˌælɪˈluːjə] [ʊ]: Cruickshank [ˈkɹʊkˌʃæŋk] |
| ui      | egyébként | [juː.ɪ]  | conduit [ˈkɒndjuː.ɪt], cuing [ˈkjuː.ɪŋ], genuine [ˈd͡ʒenjuː.ɪn], Buick [ˈbjuː.ɪk], circuitous [sɜːˈkjuː.ɪtəs], Jesuit [ˈd͡ʒezjuː.ɪt], intuitive [ɪnˈtjuː.ɪtɪv], promiscuity [ˌpɹɒmɪˈskjuː.ɪti], Inuit [ˈɪnjuː.ɪt]                                               | [ɪ]: build [bɪld], circuit [ˈsɜːkɪt], biscuit [ˈbɪskɪt], pursuivant [pɜːsɪvənt] ([pɜːswɪvənt] is), circuitry [ˈsɜːkɪtɹi] [uː]: suit [suːt] ([sjuːt] is), suitable [ˈsuːtəbl̩] ([ˈsjuːtəbl̩] is) [juː]: nuisance [ˈnjuːsəns], puisne [ˈpjuːneɪ] [uː.ɪ]: suicide [ˈsuː.ɪsaɪd], Hinduism [ˈhɪnduː.ɪzm̩] [aɪ]: duiker [ˈdaɪkə] [wɪ] : cuisine [kwɪˈziːn], suint [swɪnt] ([suː.ɪnt] is) [wiː] suite [swiːt], ennui [ˌɒnˈwiː], tuille [twiːl] [uː.aɪ]: sui generis [ˌsuː.aɪˈd͡ʒenəɹəs] |
| uo      | g és q után | [wəʊ]    | guo [ɡwəʊ], quo [kwəʊ], quota [ˈkwəʊtɒ] | [wɒ]: quod [ˈkwɒd] [wɔː]: quorum [ˈkwɔːɹum] [juː.əʊ]: ambiguos [ˈɒmbigjuː.əʊs] |
| uo      | r előtt | [ə]      | liquor [ˈlikə], languor [ˈlangə] | [ɔː]: fluoride [ˈflɔːɹid] [wɔː]: quorum [ˈkwɔːɹum] |
| uo      | általában | [ɔ]      | buoy [ˈbɔɪ], buoys [ˈbɔɪz] | [juː.əʊ]: duo [ˈdjuː.əʊ], huo [ˈhjuː.əʊ] [uː.əʊ]: luo [ˈluː.əʊ], mitsuo [ˈmitsuː.əʊ] |
| uu      | nincs rá szabály |          | | [ju.ə]: continuum [kənˈtɪnju.əm] [ʊwə]: residuum [ɹɪˈzɪd͡ʒʊwəm] [u.ə]: menstruum [ˈmenstɹu.əm] [uˈʌ]: duumvir [duˈʌmvə] [juː]: vacuum [ˈvækjuːm] [uː]: muumuu [ˈmuːmuː] |
| uy      | | [aɪ]     | buy [baɪ], buyout [ˈbaɪ.aʊt], guyed [ɡaɪd] | [iː]: guyot [ɡiː.əʊ] [wi:]: tuyere [ˈtwiː.eə] [weɪ]: obsequy [ˈɒbsəkweɪ], soliloquy [səˈlaɪləkweɪ] [uːj]: Gruyere / Gruyère [ɡɹuːˈjeə] ([ɡɹiːˈjeə] is) [jʊɪ]: toluyl [ˈtɒljʊːi] |
| v, vv   | | [v]      | vine [vaɪn], heavy [ˈhevi], savvy [ˈsævi], revelled [ˈɹevəld], revved [ɹevd] | [f]: Molotov [ˈmɒlətɒf] |
| w       | | [w]      | sward [swɔːd], swerve [swɜːv], wale [weɪl] | Ø: two [tuː], sword [sɔːd], answer [ˈɑːnsə], gunwale [ˈɡʌnl̩], Greenwich [ˈɡɹɪnɪd͡ʒ] ([ˈɡɹenɪt͡ʃ] is), Warwick [ˈwɒrɪk] [uː]: cwm [kuːm] [v]: weltanschauung [ˈveltɒnˌʃaʊ.əŋ] |
| wh-     | általában | [w]      | wheel [wiːl], what [wɒt] | [fh]: whew [fhjuː] [f]: Whangarei [ˌfɒŋəˈɹeɪ] |
| wh-     | o előtt | [h]      | who [huː], whole [həʊl] | [w]: whopping [ˈwɒpɪŋ], whorl [wɜːl] |
| wr-     | | [ɹ]      | wrong [ɹɒŋ], wrist [ɹɪst] | |
| x       | szó elején | [z]      | xylophone [ˈzaɪləfəʊn], xenon [ˈzenɒn], xenophobia [ˌzenəˈfəʊbi.ə], xerox [ˈzɪərɒks] | |
| x       | hangsúlyos magánhangzó vagy h + magánhangzó előtt                                                                                           | [ɡz]     | example [ɪɡˈzɑːmpl̩], exist [ɪɡˈzɪst], exotic [ɪɡˈzɒtɪk], exult [ɪɡˈzʌlt], Alexander [ˌælɪɡˈzændə], auxiliary [ɔːɡˈzɪli.əɹi], exhaust [ɪɡˈzɔːst] | [ks]: taxation [tækˈseɪʃn̩], tuxedo [tʌkˈsiːdəʊ], proximity [pɹɒkˈsɪmɪti], exogenous [ɪkˈsɒd͡ʒɪnəs], exhale [eksˈheɪl] [z]: anxiety [æŋˈzaɪ.əti] [ɡʒ]: luxurious [lʌɡˈʒʊəɹi.əs] |
| x       | egyébként | [ks]     | boxes [bɒksɪz], exercise [ˈeksəsaɪz], expect [ɪkˈspekt], jinxed [d͡ʒɪŋkst], next [nekst], six [sɪks], taxi [ˈtæksi] | [gz]: existential [ˌeɡzɪˈstenʃl̩], exultation [ˌeɡzəlˈteɪʃn̩], exit [ˈeɡzɪt] ([ˈeksɪt] is) [kʃ]: luxury [ˈlʌkʃəɹi], anxious [ˈæŋkʃəs], complexion [kəmˈplekʃn̩] [z]: plateaux [ˈplætəʊz], chateaux [ˈʃætəʊz] Ø: faux-pas [ˌfəʊˈpɑː], roux [ɹuː] |
| xc      | e, i, y előtt | [ks]     | excellent [ˈeksələnt], except [ɪkˈsept], excited [ɪkˈsaɪtɪd] | |
| xc      | egyébként | [ksk]    | excursion [ɪkˈskɜːʃn̩], exclude [ɪkˈskluːd] | |
| xh      | | [gz]     | exhaust [ɪɡˈzɔːst], exhibit [ɪɡˈzɪbɪt], exhilarating [ɪɡˈzɪləɹeɪtɪŋ], exhortation [ˌeɡzɔːˈteɪʃn̩] | [ks]: exhibition [eksɪˈbɪʃn̩], Vauxhall [(ˈvɒksɔːl] [ksh]: exhale [eksˈheɪl], exhume [eksˈhjuːm], foxhole [ˈfɒkshəʊl] |
| y       | magánhangzó előtt általában | [j]      | yes [jes], young [jʌŋ] | |
| y       | több mássalhangzó előtt | [ɪ]      | myth [mɪθ], cryptic [ˈkɹɪptɪk], system [ˈsɪstəm], symbol [ˈsɪmbl̩] | [aɪ]: cyclone [ˈsaɪkləʊn], hyphen [ˈhaɪfn̩], psyche [ˈsaɪki], python [ˈpaɪθən] |
| y       | kettő vagy több hangsúlytalan szótag előtt                                                                                                  | [ɪ]      | cylinder [ˈsɪlɪndə], typical [ˈtɪpɪkl̩], pyramid [ˈpɪɹəmɪd], dynasty [ˈdɪnəsti] | [aɪ]: hydɹogen [ˈhaɪdɹɪd͡ʒən] |
| y       | [ɪ]-t tartalmazó szótag előtt | [ɪ]      | cynic [ˈsɪnɪk], lyric [ˈlɪɹɪk], lytic [ˈlɪtɪk], syringe [sɪˈɹɪnd͡ʒ] | [aɪ]: cyclist [ˈsaɪklɪst], hybrid [ˈhaɪbɹɪd], psychic [ˈsaɪkɪk], typist [ˈtaɪpɪst] |
| y       | egyetlen mássalhangzó előtt | [aɪ]     | typing [ˈtaɪpɪŋ], style [staɪl], paralyse [ˈpæɹəlaɪz], nylon [ˈnaɪlɒn] | [ɪ]: byzantine [bɪˈzæntaɪn], synod [ˈsɪnəd], synagogue [ˈsɪnəɡɒɡ], Cypriot [ˈsɪpɹi.ət], sycophantic [ˌsɪkəˈfæntɪk] |
| y       | mássalhangzó + -le vagy mássalhangzó + r + magánhangzó előtt                                                                                | [aɪ]     | cycle [ˈsaɪkl̩], cypress [ˈsaɪpɹəs], hydrate [ˈhaɪdɹeɪt], Lycra [ˈlaɪkɹə] | |
| y       | hangsúlyosan szó végén | [aɪ]     | awry [əˈraɪ], by [baɪ], deny [dɪˈnaɪ], sky [skaɪ], supply [səˈplaɪ] | |
| y       | szó végi r vagy r + mássalhangzó előtt | [ɜː]     | myrtle [ˈmɜːtl̩], myrrh [mɜː] | [ɪ]: pyrrhic [ˈpɪɹɪk] |
| y       | r + magánhangzó előtt | [aɪə]    | lyre [laɪə], tyrant [ˈtaɪəɹənt], gyrate [d͡ʒaɪˈɹeɪt] | [ɪ]: syrup [ˈsɪɹəp], Pyrenees [ˈpɪɹəneɪz] |
| y       | hangsúlytalanul | [ɪ]      | bicycle [ˈbaɪsɪkl̩], oxygen [ˈɒksɪd͡ʒən], polymer [ˈpɒlɪmə], dyslexia [dɪˈsleksi.ə], physique [fɪˈziːk], synonymous [sɪˈnɒnɪməs] | [ə]: sibyl [ˈsɪbəl], martyr [ˈmɑːtə], pyjamas [pəˈd͡ʒɑːməz] [aɪ]: dynamics [daɪˈnæmɪks], hypothesis [haɪˈpɒθəsɪs], typhoon [taɪˈfuːn] [i]: anyway [ˈeniweɪ], everything [ˈevɹiθɪŋ] |
| y       | hangsúlytalanul szó végén | [i]      | any [ˈeni], city [ˈsɪti], happy [ˈhæpi], only [ˈəʊnli] | [aɪ]: ally [ˈælaɪ] |
| z, zz   | | [z]      | gazump [ɡəˈzʌmp], seized [siːzd], crazier [kɹeɪzi.ə], pizzazz [pɪˈzæz], zoo [zuː], quiz [kwɪz], brazier [ˈbɹeɪzi.ə] | [ʒ]: azure [ˈæʒə], seizure [ˈsiːʒə] [t͡s]: schizophrenic [ˌskɪt͡səˈfɹenɪk], pizzas [ˈpiːt͡səz], pizzicato [ˌpɪt͡sɪˈkɑːtəʊ], intermezzo [ˌɪntəˈmet͡səʊ] Ø: rendezvous [ˈɹɒndeɪvuː] |
| zh      | nem latin írású nevek átírásaiban | [ʒ]      | Zhukov [ˈʒʊkəf], Nadezhda [nɑːˈdeʒdɘ] | |

Megjegyzés:
- A szó végén álló néma r (és hasonló más kapcsolatok) kiejtése [ɹ]-re változik, ha a következő szó kiejtett magánhangzóval kezdődik. Nagyobb szünet előtt (pl. mondathatáron) ez általában nem érvényesül.
- Írásban nem jelölik, de kiejtésben megjelenik egy [ɹ] hang két szó között, ha az első szó [ə]-re, [ɪə]-re, [ɔː]-ra vagy [ɑː]ra végződik, a következő szó pedig magánhangzóval kezdődik, pl.: vanilla ice [vəˈnɪləɹaɪs], Julia and Tom [ˈd͡ʒuːlɪəɹənˈtɒm], I saw it [aɪˈɔːɹɪt], the spa is far [ðəˈspɑːɹɪzˈfɑː].

## Szavak több lehetséges kiejtéssel
Az angol nyelvben vannak olyan szavak, amelyeknek írásképéhez több kiejtés is társul. Ezeket a szavakat két nagy csoportra lehet osztani:
Szavak hangsúlyos és hangsúlytalan kiejtéssel
Ezek a szavak általában, névmások, kötőszavak vagy más hasonló szerepű szavak. Ezeknek van egy hangsúlyos és egy vagy több hangsúlytalan kiejtésük. Pl. a the szót, ha diktálásban szerepel, [ðiː]-nek ejtjük. Ezzel szemben normál beszédben kiejtése a következő szó kezdetétől függ, magánhangzók előtt [ði], más helyzetben [ðə] lesz a kiejtése.
Hasonlóan az elöljárók között sok olyan van, amiket – ha például felsoroljuk őket – hangsúlyosan ejtjük, egyébként, a normál beszédben hangsúlytalanul, a kapcsolódó szóval összevonva. Ilyen pl. a from, hangsúlyos alakja a [frɒm], de a from England kapcsolatban már hangsúlytalan lesz: [frəmˈɪŋɡlənd].
Szófajtól illetve jelentéstől függő kiejtés
Másik nagy szócsoport, amelyeknél ugyanahhoz az alakhoz több szófaj illetve jelentés kapcsolódik, és ezeket ráadásul különféleképpen ejtjük. Több szófajú szóra példa a live, igeként kiejtése [lɪv] (’élni’), melléknévként vagy határozóként pedig [laɪv] (’élő’).
Ugyanígy találunk szavakat, amelyeknél nem a szófajtól, hanem a jelentésétől függ a kiejtése. Példák: row [ɹəʊ] (’sor’ vagy 'evez'), de row [ɹaʊ] (’civakodás'); axes [ˈæksɪz] – az axe (’fejsze') többes száma, [ˈæksiːz] – az axis (’tengely') többes száma.

## Hangsúly
Elmondható, hogy leggyakrabban a szavak az első szótagjukon hangsúlyosak, de ettől elég sok eltérés is található.
Az idegen szavak általában megtartják az eredeti hangsúlyukat, így például a meglehetősen sok francia eredetű szó általában véghangsúlyos: fiancée [fiː.ɑːnˈseɪ], de café [ˈkæfeɪ].
Ugyanakkor számos esetben az is előfordul, hogy az azonos alakú, de más szófajú szavakat a hangsúlyuk különbözteti meg egymástól: export igeként [ɪkˈspɔːt], főnévként [ˈekspɔːt].
A hangsúly változhat akár a toldalékolással is: hero [ˈhɪə.rəʊ] → heroic [hɪˈrəʊ.ɪk].